# 前漢

前漢
漢

前漢の領域

前漢（ぜんかん、紀元前206年 - 8年）は、中国の王朝である。西漢（せいかん）とも呼ばれる。秦滅亡後の楚漢戦争（項羽との争い）に勝利した劉邦によって建てられ、長安を都とした。
武帝の時に全盛を迎え、その勢力は北は外蒙古・南はベトナム・東は朝鮮・西は敦煌まで及んだが、孺子嬰の時に重臣の王莽により簒奪され一旦は滅亡した。その後、漢朝の傍系皇族であった劉秀（光武帝）により再興される。前漢に対しこちらを後漢と呼ぶ。
中国においては東の洛陽に都した後漢に対して西の長安に都したことから西漢と、後漢は東漢と称される。前漢と後漢との社会・文化などには強い連続性があり、その間に明確な区分は難しく、前漢と後漢を併せて両漢と総称されることもある。この項目の社会や文化の節では前漢・後漢の全体的な流れを記述し、後漢の項目では明確に後漢に入って流れが変化した事柄を記述する。
漢という固有名詞は元々は長江の支流である漢水に由来する名称であり、本来は劉邦がその根拠地とした漢中という一地方をさす言葉に過ぎなかったが、劉邦が天下統一し支配が約400年に及んだことから、中国全土・中国人・中国文化そのものを指す言葉になった（例：「漢字」）。
当時の度量衡については以下の通り。距離・1里＝300歩＝1800尺＝414m　面積・1畝＝4.61a　重さ・1斤=16両＝1/120石=240g　容積・1升＝199.7ml。

## 歴史

### 建国

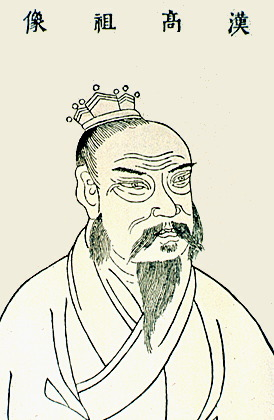
高祖劉邦

戦国時代を終わらせて、史上初めて中国を統一した秦の始皇帝は皇帝号の創出・郡県制の施行など、その後の漢帝国及び中国歴代王朝の基礎となる様々な政策を打ち出した。しかしその死後、二世皇帝が即位すると趙高の専横を許し、また阿房宮などの造営費用と労働力を民衆に求めたために民衆の負担が増大、その不満は全国に蔓延していった。
前209年に河南の陳勝による反乱が発生したことが契機となり、陳勝・呉広の乱と称される全国的な騒乱状態が発生した。陳勝自身は秦の討伐軍に敗北し、敗走中に部下に殺害された。しかし、反秦勢力は旧楚の名族である項梁に継承され、楚を復国し懐王を擁立、項梁の死後はその甥の項羽が反秦軍を率いて反秦活動を行った。劉邦は懐王の命を受け、秦の都であった咸陽を落とし、ここに秦は滅亡した。その後、楚の実権を掌握し西楚の覇王を名乗った項羽と、その項羽から関中に封建されて漢王となった劉邦との間での戦争が発生した（楚漢戦争）。
当初、軍事力が優勢であった項羽に劉邦はたびたび敗北した。しかし、投降した兵士を虐殺するなどの悪行が目立った項羽に対し、劉邦は陣中においては張良の意見を重視し、自らの根拠地である関中には旗揚げ当時からの部下である蕭何を置いて民衆の慰撫に努めさせ、関中からの物資・兵力の補充により敗北後の勢力回復を行った。更に劉邦は将軍・韓信を派遣し、華北の広い地帯を征服することに成功する。これらにより徐々に勢力を積み上げていった劉邦は前202年の垓下の戦いにて項羽を打ち破り、中国全土を統一した。
劉邦は諸将に推戴され皇帝に即位する（高祖）。高祖は蕭何・韓信らの功臣たちを諸侯王・列侯に封じ、新たに長安城を造営、秦制を基にした官制の整備などを行い、国家支配の基を築いていった。しかし高祖は自らの築いた王朝が無事に子孫に継承されるかを憂慮し、反対勢力となり得る可能性のある韓信ら功臣の諸侯王を粛清、それに代わって自らの親族を諸侯王に付けることで「劉氏にあらざる者は王たるべからず」という体制を構築した。秦の郡県制に対して、郡県と諸侯国が並立する漢の体制を郡国制と呼ぶ。

### 呂氏の専横
前195年、高祖は崩御し、劉盈（恵帝）が後を継いだ。恵帝自身は性格が脆弱であったと伝わり、政治の実権を握ったのは生母で高祖の皇后であった呂后であった。呂后は高祖が生前に恵帝に代わって太子に立てようとしていた劉如意を毒殺、さらにその母の戚夫人を残忍な方法で殺した。恵帝は母の残忍さに衝撃を受け、失望のあまり酒色に溺れ、若くして崩御してしまう。呂后は前少帝・後少帝（劉弘）を相次いで帝位に付けるが、劉弘は実際には劉氏ではなかったとされる。

呂后は諸侯王となっていた高祖の子たちを粛清、そして自らの親族である呂産・呂禄らを要職に付け、更にこれらを王位に上らせ外戚政治を行う。「劉氏にあらざる者は……」という高祖の遺志は無視されたのである。呂后は呂氏体制の確立に努めたが、前180年に死去した。呂后が死去するや、朱虚侯劉章・丞相の陳平・太尉の周勃らが中心となり呂産ら呂氏一族を粛清し、呂氏の影響力は宮中から一掃された。

### 文景の治
呂氏が粛清された後に皇帝として即位したのが代王であった劉恒（文帝）である。
秦滅亡から漢建国までの8年に及ぶ長い戦争により、諸王国は国力を激しく疲弊させ、一般民の多くが生業を失っていた。これに対して文帝は民力の回復に努め、農業を奨励し、田租をそれまでの半分の30分の1税に改め、貧窮した者には国庫を開いて援助し、肉刑を禁じ、その代わりに労働刑を課した。また自ら倹約に取り組み、自らの身の回りを質素にし、官員の数を減らした。
前157年に文帝は崩御した。遺詔で文帝は、新しく陵を築かず、金銀を陪葬せず、その喪も3日で明けさせるように遺言した。後を継いだ劉啓（景帝）も、基本的に文帝と同じ政治姿勢で臨み、民力の回復に努めた。その結果、倉庫は食べきれない食糧が溢れ、銅銭に通した紐が腐ってしまうほどに国庫に積み上げられたという。実際の数字からも国力の回復は明らかで、例えば曹参が領地として与えられた平陽の戸数は、当初は1万6千戸であったのがこの時代には4万戸に達していた。この2人の治世を讃えて文景の治と呼ぶ。
国力の回復と共に、諸侯王の勢力の増大が新たな問題として浮上した。また、塩や鉄製品を売り捌く商人や、国家の物資輸送に携る商業活動も活発化し、商人の経済力が増大した。物を生産せず巨利を得る商人に対して、商業を抑え込んで農業を涵養することを文帝に提言したのが賈誼と鼂錯であった。文帝の観農政策は賈誼の提言に従ったものである（#豪族節を参照のこと。）。
生産の回復は中央の勢力を増大させたが、同時に諸侯王の勢力も増大させた。諸侯国は中央朝廷と同じように官吏を置き、政治も財政も軍事もある程度の自治権が認められていた。これを抑圧することを提言したのが袁盎や賈誼・鼂錯である。とりわけ景帝即位後の鼂錯は、諸侯王の過誤を見つけてはこれを口実に領地を没収していき、諸侯王の勢力を削りにかかった。これに対して諸侯王側も反発し、呉王劉濞が中心となって前154年に呉楚七国の乱を起こす。この乱は漢を東西に分ける大規模な反乱だったが周亜夫らの活躍により半年で鎮圧される。
これ以後、諸侯王は財政権・官吏任命権などを取り上げられ、諸侯王は領地に応じた収入を受け取るだけの存在になり、封国を支配する存在ではなくなった。これにより郡国制はほぼ郡県制と変わりなくなり、漢の中央集権体制が確立された。

### 武帝期の光と影
景帝は前141年に崩御し、16歳の劉徹（武帝）が即位した。武帝は、文景の治で国家財政・経済が充実し、政治も安定したことから、積極的な活動を行おうと考えた。まず武帝は儒者を取り立てて政治の刷新を図ろうとしたが、これは祖母の竇太后の反対に遭って推進できなかった。しかし、紀元前135年に竇太后が死去すると状況が変わる。
竇太后という束縛の無くなった武帝はこれより「雄材大略」ぶりを発揮する。内政面においては儒者公孫弘、董仲舒らを重用し、郷挙里選の法を定め儒者の官僚登用を開始した。また諸侯王の権力を更に弱めるために諸侯王が領地を子弟に分け与えて列侯に封建するのを許す推恩の令を出した。これにより封国は細分化され、諸侯王勢力の弱体化が一層顕著なものとなった。
外交面では北方の匈奴とは、前200年に高祖が大敗を喫して以来、敵対と和平政策が繰り返されていたが、概ね匈奴が優勢である状況が続いていた。これに対して武帝は前134年に馬邑の土豪であった聶壱の建策を採用、対匈奴戦に着手した。前129年に実施された第一回目の遠征では4人の将軍が派遣され、他の将軍が敗北を喫する中で車騎将軍・衛青は匈奴数百の首を獲得する戦果を挙げている。以後衛青は7度に渡り匈奴へ遠征しその都度大きな戦果を挙げ、匈奴は壮丁数万、家畜数十万頭と記録される被害を受けた。また衛青の甥である霍去病の活躍により、渾邪王が数万の衆と共に投降するという戦果も挙げた。漢軍の攻勢を避けるため、匈奴は漠北（ゴビ砂漠の北）への移住を余儀なくされた。漢は新たに獲得した領域に朔方・敦煌などの郡を設け直接統治を開始した。
朝鮮半島の衛氏朝鮮・ベトナムの南越国への征服も実施し、朝鮮には楽浪郡などの四郡を、ベトナムには日南郡など九郡を設け、新たな領土とした。また、匈奴対策の一環として張騫を西方に派遣し、烏孫・大宛・その他の西域諸国と関係を結び、西域との間にいわゆるシルクロードの交易路が開けた。そして「中国」と呼ばれる領域の大枠がこの時代に形作られた。
さらに武帝は始皇帝の例にならい各地を巡行し、元封元年（前110年）には泰山で封禅を行った。これは聖天子にのみ許される儀式であり、それ以前に行ったのは始皇帝のみであった。この頃が武帝の絶頂期であったとされる。
しかし、相次ぐ軍事行動は財政の悪化を招き、国庫は空になっていた。武帝は経済官僚である桑弘羊を登用し、塩鉄専売を開始し、また商人に対しては均輸・平準を行ったほか、商工業者を対象とした新税を設けた。一連の政策により財政収入は増大したが、専売と新税により商人は商業活動に打撃を被った。
また、農民の自作放棄に伴う大地主による土地の併呑も深刻な問題となっていた。武帝の治世の後半は、没落した多数の農民や商人による盗賊の横行に悩まされる。社会不安に対して武帝は酷吏を登用し、厳格な法治主義で対応した。盗賊を摘発できない、又は摘発件数が少ない地方官僚は死刑とする沈命法を出している。また前106年には、郡太守が盗賊や豪族と結託している現状を打破すべく、全国を13州に分割し、州内の郡県の監察官として州刺史職を新設した。
晩年の武帝は不老不死を願い神秘思想に傾倒し、それに伴い宮中では巫蠱（ふこ）が流行するようになる。巫蠱とは憎い相手の木の人形を作り、これを土に埋めることで相手を呪殺するものであり、これを行うことは厳禁されていた。それを逆用し、人形を捏造することで対立相手を謀殺することが頻繁に行われた。そして紀元前91年、皇太子であった戾太子が常より対立していた酷吏・江充による策謀により謀反の汚名を着せられ、追い詰められた戾太子は長安で挙兵し、敗死した（巫蠱の禍）。後に戾太子の巫蠱の嫌疑が無実であったことを知った武帝は深く悲しみ、江充一族を誅殺した。皇太子を失った武帝は老齢も重なって気力を減退させ、周辺部への進出はこれ以降は止められた。
武帝時代は漢の絶頂期であったが、同時に様々な問題が萌芽した時代でもあった。

### 霍光と宣帝
巫蠱の乱の後、皇太子は長期間空位が続いていたが、武帝は崩御の直前にわずか8歳の幼齢である劉弗陵（昭帝）を立太子し、幼帝の補佐として、自らの側近であった霍光・桑弘羊・上官桀・金日磾に後見役を命じた。
前87年に武帝が崩御すると昭帝が即位したが、翌年に後見人の一人である金日磾が死去すると、霍光・上官桀と桑弘羊との主導権争いが発生した。内朝を代表する霍光・上官桀と外朝を代表する桑弘羊との対立は深刻なものとなった。霍光は桑弘羊を排除すべく全国から集めた賢良・文学と称する儒学の徒を養い、桑弘羊主導で行われた専売制・均輸・平準を廃止する建議を出した。この「塩鉄会議」の模様を記したのが『塩鉄論』である。しかし、優秀な経済官僚であった桑弘羊は儒教徒の建議を論破し、霍光の計画は頓挫した。
その後、桑弘羊も霍光に対抗するために上官桀と接近した。そして昭帝の兄である燕王劉旦と共謀し、霍光を謀殺し、昭帝を廃するクーデターを画策したが失敗、上官桀と桑弘羊の一族は誅殺された。これにより霍光が政権を掌握、一族を次々と要職に就け霍氏を中心とした政権運営が行われた。霍光は武帝時代の積極政策を転換し、儒教的な恤民政策に立脚した施策を打ち出した。具体的には租税の減免、匈奴に対する和平策などである。
前74年、昭帝が21歳で早世すると、霍光は劉賀を皇帝に擁立した。しかし、素行不良を理由に即位後まもなく廃位させ、新たに戾太子の孫で戾太子の死後市井で暮らしていた劉病已（宣帝）を擁立した。宣帝は自らの立場を理解し、霍光による専横が引き続き行われた。しかし前68年に霍光が病死すると宣帝は霍氏一族の権力縮小を図り、前66年に霍氏一族を族滅させ親政を始めた。
宣帝の政治は基本的に霍光時代の政策を継承した恤民政策であった。全国の地方官に対してこれまでの酷吏のように締め付けるのではなく、教え諭し生活を改善するように指導させる循吏を多く登用している。その一方、豪族に対しては酷吏を用いて厳しい姿勢で臨んだ。
対外面では、匈奴において短命な単于が相次いだ事による内紛や、天候不順による状況の悪化に乗じて前71年、校尉の常恵と烏孫の連合軍による攻撃で、3万9千余人の捕虜と70万余の家畜を得て匈奴に壊滅的な打撃を与えた。さらに西域に進出し、前60年には匈奴が西域オアシス諸国家の支配・徴税のために派遣していた日逐王先賢撣を投降させることに成功している。これを機に西域都護を設置し、帰服した日逐王を帰徳候に封じた。
匈奴は西域の失陥と年賦金の途絶により、衰退と内紛を激化させ五単于並立の抗争に至った。呼韓邪単于は匈奴国家の再統一を進めたが、兄の左賢王呼屠吾斯が新たに即位して郅支単于を名乗ると、これに敗れた。呼韓邪単于は南下して漢に援助を求め、51年、自ら入朝して宣帝に拝謁し客臣の待遇を得た。これを機に匈奴国は漢に臣従する東匈奴と、漢と対等な関係を志向しつつ対立する西匈奴に分裂した。
これらの功績により宣帝は漢の中興の祖と讃えられる。

### 儒教国家への道と簒奪
前49年に宣帝が崩御し、劉奭（元帝）が即位した。儒教に傾倒していた元帝は、受け入れられなかったものの太子時代に宣帝に対し儒教重視の政策を提言した経験を有す人物である。即位後は貢禹などの儒家官僚を登用し儒教的政策を推進していくこととなる。
貢禹の建議により宮廷費用の削減・民間への減税、専売制の廃止（その後、すぐに復されている）などの政策が実施された。また貨幣の廃止による現物経済への回帰という極端な政策も立案されたが、これは実現しなかった。貢禹の後を受けた韋玄成らにより、郊祀制の改革・郡国廟の廃止が決定され、七廟の制が話し合われることになった（郊祀・郡国廟・七廟などに付いては#祭祀で後述）。
元帝の時代は儒者が政策の主導権を握り、儒教的教義が政治を決定を左右する等、政治が混乱した。また、宦官および外戚の台頭が進んだ。
宣帝の信任を受けた宦官の弘恭、石顕は、病弱な元帝に代わって朝政を取り仕切り権力を拡大、遂には中書令に就き政権を掌握した。前将軍の蕭望之らは、宦官の壟断を弾劾する文書を奏上するが、逆に罪に落とされ自殺へ追い込まれた。ただ、専横を振るった石顕も成帝の即位と共に失脚している。
漢への臣従を拒む西匈奴の郅支単于に対しては、臣従した東匈奴や西方で西匈奴に対立する烏孫と攻守同盟を結び次第に追い詰めていった。郅支単于は烏孫と対立する康居と同盟して部衆を率いて北に移動したが、折からの寒気により多くの家畜が凍死した。前36年、西域都護の甘延寿と西域副校尉の陳湯が独断で郅支単于を攻め、郅支単于を討ち取り西匈奴を滅ぼした。
前33年、元帝の崩御により劉驁（成帝）が即位する。政治の実権は外戚の王氏に握られており、成帝は側近を伴い市井で放蕩に耽るなど政治に関わらなかった。実際の政治を行ったのは皇太后である王政君（王太后）の兄弟の王鳳らである。成帝は王太后の近親を次々と列侯に封じた。その中には王莽も含まれる。
王鳳死後も王太后の一族が輔政者となったが、その専横と生活態度は翟方進ら儒教官僚の反発を招いた。その中、王莽は王氏の中で独り謙虚な態度を装い、名声を高めた。
前7年、成帝の崩御により、成帝の甥の皇太子劉欣（哀帝）が即位した。哀帝の外戚が台頭した事で、王氏は排斥され王莽も執政者の地位から退けられ、一時的に失脚する。
哀帝は王氏派の大臣を処断するなど親政への意欲を見せ、吏民の私有できる田地や奴婢の制限を課し、官制改革に着手するなど積極的な政策を推進した。しかし、前1年に哀帝は後継者を残さないまま突然崩御した。王太后と王莽は皇帝の印綬を管理していた董賢から印綬を強奪、元帝の末子の子である劉衎（平帝）を擁立した。
政権を掌握した王莽は王氏の実力を背景に権勢を強めていく。『周礼』に則り聖人が執政する場所とされる明堂を建築、遠国からの進貢や竜が出たやら鳳凰が飛んできたやら瑞祥とされる事柄を演出した。また自らの娘を平帝に娶わせ皇舅となり、安漢公に封ずると共に宰衡という称号を名乗り、九錫を授け、臣下として最高の地位に登った。
紀元後5年、平帝が崩御すると、王莽はわずか二歳の劉嬰を後継者に選ぶ。劉嬰はまだ幼年であることを理由に正式には帝位に就けられず、翌6年に王莽は自ら仮皇帝・摂皇帝として劉嬰の後見となった。更に8年王莽は皇帝に即位、国号を新と改め、漢は一旦断絶することになった。
王莽は儒教色の極めて強い政治を行い、土地・奴婢の売買禁止・貨幣の盛んな改鋳などを行ったが、あまりに性急な政策は失敗を重ねた。呂母の乱を切っ掛けに全国で農民の蜂起が発生し、王莽は敗亡した。戦乱の中から劉秀が登場し再び中国を統一、漢が復興された（後漢）。

## 政治
劉邦が咸陽入りした際に、蕭何は秦の法律文書の庫を抑えて多くを保護し、それを参考として漢律を作った。そのため秦と漢の連続性を強調する「秦漢」、「秦漢帝国」という熟語がよく使われる。

### 皇帝
「皇帝」の号は、秦の始皇帝に始まり、清の宣統帝まで続く。その間、中国において皇帝が存在しなかった時代はなく、全ての権威と名目上の権力は皇帝に帰属するものと考えられていた。
『史記』「秦始皇本紀」には、「皇帝」とは始皇帝が自らを三皇五帝にならぶほど尊い存在になぞらえて造語したものとあり、それまでの最高位であった王の上に立つ地位である。
一方で、漢代には天子の称号も使われている。天子はそのまま天帝の子を示す言葉であり、王の上である皇帝からすれば一段下がる言葉のはずである。王の称号を使っていた周代においても天子の語は使われている。
その間の差を説明する『孝経緯』には「上に接しては天子と称して、爵をもって天に事え、下に接しては帝王と称して、以って臣下に号令す」とある。つまり天に対しては天子であり、民衆・臣下に対しては皇帝なのである。
この使い分けは現実の場面において、国内の臣下に対してと国外の外藩に対しての称号として現れる。国内の臣下（内臣）に対しての文書には「皇帝の玉璽」が押され、国外の外藩（外臣）に対する文書には「天子の玉璽」を押している。
なお、前漢・後漢を通じて、孝を諡号に付けて「孝○皇帝」という諡号の皇帝が多いが、これは治国立家のために「以孝為本（孝を以て本と為す）」を唱えたためである。

### 官制
漢の官制において、共通する文字は同じ意味を表す。
令は長官を表す。郎中令あるいは県令など。丞は補佐・次官を表す。例えば丞相は皇帝を補佐し、県丞は県の副長官である。史は文書業務を担当する官のこと。尉は軍事関連の官。太尉・中尉など。
漢制においては官僚の等級は二千石・六百石などと表される。この数字は以前は俸禄の数字であったが、漢代では等級を表すものに過ぎない。等級に含まれる主な官は以下の表の通り。このうち、八百石と五百石は前漢末期に廃止。
| 官秩     | 万石         | 中二千石 | 二千石         | 比二千石         | 千石     | 比千石       | 八百石 | 六百石     | 比六百石             | 五百石 | 四百石   | 比四百石 | 三百石 | 比三百石 | 二百石   | 比二百石 | 百石 |
| 実際の官 | 三公・大将軍 | 九卿     | 郡守・内史など | 郡尉・中郎将など | 三公の丞 | 太中大夫など |        | 太史令など | 博士・議郎・中郎など |        | 県丞など | 侍郎など |        | 郎中など | 県尉など |          |      |
| 俸禄     | 月350斛      | 180      | 120            | 100              | 90       | 80           |        | 70         | 60                   |        | 50       | 45       | 40     | 37       | 30       | 27       | 16   |

#### 中央
漢の中央官制は三公の下に九卿と呼ばれる諸部署が配置されている。この三公九卿はその役割において大きく2つに分類される。1つは政府の中枢にあって地方を統治する機関であり、1つは皇家の家政機関としての役割を持つものである。前者に分類されるのは以下のようなものである。
- 丞相→相国（紀元前196年）→左・右丞相（紀元前194年）→丞相（紀元前178年）→大司徒（紀元前1年）
  - 民政を中心とした政治の最高職であり、皇帝を助けて万機を総覧する。実際においては朝議を主宰し、その朝議の結果を皇帝に上奏し、認可を得て行政化する。また自らの官衙である丞相府を率いる。その員数は多いときで400近くにまでなった[100]。

- 御史大夫→大司空（紀元前8年）→御史大夫（紀元前5年）→大司空（紀元前1年）
  - 御史府を率いて政策の立案を行い、それを丞相に伝える役割を負う。また属官の御史中丞は官僚の監察を行う[101]。
- 太尉→廃止（紀元前129年）→大司馬（紀元前119年）→大司馬将軍（紀元前119年／大司馬は将軍位に付される称号のようなもの）→大司馬（紀元前8年／将軍位に付かない独立した官位）→大司馬将軍（紀元前5年）→大司馬（紀元前1年／将軍位に付かない独立した官位）
  - 太尉は軍事を司る役職である[101]。
- 治粟内吏→大農令（紀元前143年）→大司農（紀元前104年）
  - 国家財政を司る。農政の管理、税の徴収および管理、官僚の俸給、経済政策の実施などを管轄[102]。
- 廷尉→大理（紀元前144年）→廷尉（紀元前135年）→大理（紀元前1年）
  - 廷尉は法の執行を司る。全国的な刑罰を行い、地方の郡県の司法官の権限を越える刑罰も行う[99]。
- 典客→大行令（紀元前144年→大鴻臚（紀元前104年）
  - 諸侯および地方官らが上京した際の儀礼を司る。
- 典属国（紀元前28年に大鴻臚に吸収合併される。）
  - 典属国は外藩の相手を担当。

後者（皇帝の家政機関）に分類されるものは以下のようなものである。
- 少府
  - 少府は帝室財政を司るものである。それに加え、機密文書・後宮などの管理も行う。後者に属する官の中で最重要であり、その属官も多い。機密文書を取り扱う尚書（尚書令・尚書僕射）、宮中の医療を取り扱う太医令、食事を取り扱う太官令など[103]。
  - 水衡都尉
    - 紀元前123年に少府より分離して設立。貨幣の発行などを司る。
- 郎中令→光禄勲（紀元前104年）
  - 郎中令は主に皇帝の身辺警護を扱い、それ以外の皇帝の身辺に関することも扱う[104]。
- 衛尉→中大夫令（紀元前156年）→衛尉（紀元前142年）
- 中尉→執金吾（紀元前104年）
  - 衛尉の職務は宮中警備・防衛、中尉は首都長安の警備・防衛[104]。
- 太僕
  - 皇帝の車馬及び軍馬等の管理[105]。30万頭もの馬を養っていたという[106]。
- 宗正→宗伯（4年）
  - 宗室（皇族）および外戚に関する全てを扱う[105]。
- 奉常→太常（紀元前144年）
  - 奉常は皇帝の祖先祭祀を全て扱う[105]。

国家の統治機関と皇帝の家政機関とが並立しているのが漢制の大きな特徴である。また、元帝時代に大司農（治粟内史から改称）の扱う金額が年間70億銭、少府と分離した水衡都尉の扱う金額が33億銭、地方の郡県で扱う金額が92億銭と、地方財政が大きいのも特徴である。

#### 地方
地方制度は基本的には秦の郡県制を受け継ぎ、同時に皇族を封国して諸侯王とする並立制を布いた。これを郡国制と呼ぶ。諸侯王に付いては後述。
行政の最大単位は郡であり、その長は守（郡守）である。その属官には次官たる丞、軍事担当の尉がある。郡の下の単位が県であり、その長は一万戸以上の場合は令・万戸以下は長と呼ばれる。その属官は郡と同じく丞と尉である。景帝の紀元前148年に守は太守・郡尉は都尉へそれぞれ改称される。なお辺境においては若干異なるが、それは#兵制の項で記述する。
武帝時代末期の紀元前106年に全国を13の州に分けて、その中の監視を行う部刺史が創設された。首都周辺は皇帝直属の監察官である司隷校尉が同じ役割を果たした。当時、太守が豪族たちと結託して悪事を働くことが多かったので、その監察を任務として刺史が創設された。当初は太守の秩二千石に対して秩六百石と格の上でもはるかに低く、また一定の治所を持たず、州内を転々としていた。紀元前8年には牧と改称され、名称は牧と刺史の間で何度か変わり、時期は明確には特定できないが、刺史は監察官から州内の行政官としての権力を持つようになった。
ここまでが政府より定められた行政単位であり、その下の単位として郷・亭・里と呼ばれる組織がある。これに付いては#農村・都市を参照。

#### 郡国制

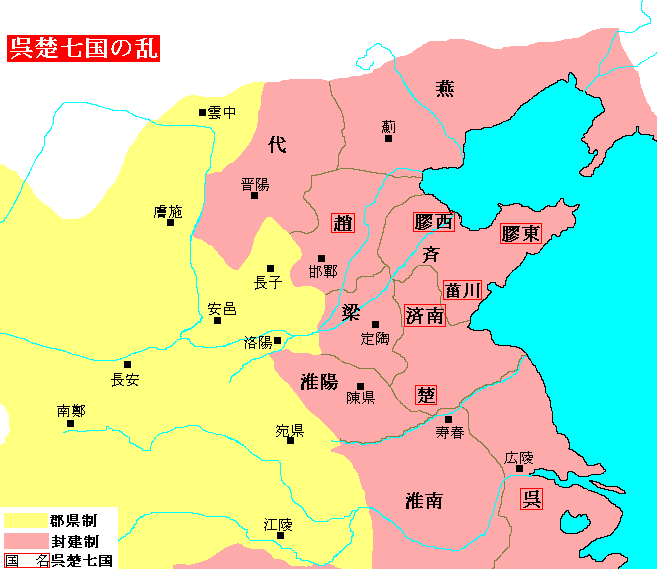
呉楚七国の乱の際の諸侯王勢力図。黄色が直轄領、赤が諸侯国

本節では諸侯国に関する事項を記す。高祖時代には韓信を初めとする武功を挙げた功臣を諸侯王とした。しかし、高祖は異姓の諸侯王を粛清して、親族を諸侯王に就け、劉氏政権の安定を図った。
文帝の時代には藩屏として期待された諸侯王に劉氏の本流たる中央の朝廷に対する反抗的姿勢が目立ち、また諸侯王の領土と実力が大きな脅威となっていた。諸侯国は自らの朝廷を持ち、丞相・御史大夫などの中央朝廷と同じ名前の官を置いた。この中、丞相は基本的には中央から派遣され、その他の官は全て諸侯王の名の下に任命した。基本的に諸侯国の政治に対して中央が介入することはできなかった。諸侯国中最大の呉国は領内に鉄と塩の産地を抱え、民衆に税をかける必要が無い程に富んでいたという。中央朝廷からすれば目の上のたんこぶであった。そこで諸侯王の権力を削ることを進言したのが文帝期の賈誼と景帝期の鼂錯であり、これに対する反発から呉楚七国の乱が起こった。
乱の終結後、諸侯王の領地における行政権を取り上げて、中央が派遣する官僚に任せ、諸侯王は単に領地から上がる税を受け取るだけの存在へと変わり、諸侯王の力は大幅に削られた。また、紀元前127年に諸侯王が自分の領地を子弟に分け与えて列侯に封建するのを許す「推恩の令」を出した。主父偃の献策による。この令により、諸侯王の封地は代を重ねる毎に細分化され弱体化した。一連の政策によりほぼ郡県制と大きな差はなくなった。

#### 採用制度
武帝以前の官吏採用制度は、一定以上の役職にある官吏の子（任子）や、一定以上の資産（10万銭、後に4万銭）を持つ家の者を採用する制度であった。
一方、諸侯王・郡守などが地方の才能・人格に優れた人材を中央に推薦する制度も併せて行われた。これは武帝期には郡守の義務とされ、郷挙里選制となる。推薦する基準は賢良（才能がある）・方正（行いが正しい）・諫言・文学（勉強家である）・孝廉（親に対して孝行であり、廉直である）などがあり、採用された人材を賢良方正と呼ぶ。これら賢良方正は首都長安にある太学と呼ばれる学問所に集められて五経博士による教育を受け、官僚となった。この制度は有力者の推薦を必要とするため、次第に豪族の子弟が主な対象となった。

### 兵制
戸籍に登録された男子は23歳から56歳の間の1年間は自分の属する郡の軍の兵士に、もう1年間は中央の衛士とならねばならない。ただし病人・不具・身長六尺二寸（143 cm）以下の者は除く。
軍事の最高職は太尉である。しかし全軍事権は皇帝に属するものであり、当初の太尉は必要に応じて改廃を繰り返す非常置の職であった。武帝の元狩四年（紀元前119年）に将軍号に冠する一種の称号として大司馬が設置される。大司馬になった者としては衛青・霍去病の両者があり、その親族の霍光もまた大司馬大将軍として政権を執った。その後、宣帝の地節三年（紀元前67年）に称号から実際の役職となるが、この頃になると外戚の長が大司馬に就いて政権を執ることが多くなり、大司馬は軍事よりも政治職となった。
首都長安に置かれる中央軍は中尉が指揮する北軍と衛尉が指揮する南軍とがあった。北軍は長安の北部にその屯所があり、長安周辺の人々が構成員となって長安の防衛・警察に当たった。南軍は地方から衛士としてやってくる人々が構成員となって宮殿の警備に当たった。またこれに加えて皇帝の身辺警護に当たるのが郎中令によって統括される郎官たちである。長安の十二の門には城門候が置かれて警備に当たり、城門候を統括する存在として城門都尉があった。またこれらとは別に屯騎・歩兵・越騎・長水・胡騎・射声・虎賁の七校尉が統括する部隊がある。
地方軍の単位は郡単位であり、統括者は太守である。太守の下で実際に軍事に携わるのが都尉である。通常都尉は郡に一人だけであるが、軍事的に重要な辺境の郡などでは複数おかれる場合があり、これを部都尉と呼ぶ。また太守の軍事面での副官として郡長史が付く。
これらが平時体制である。遠征の際にはこれら軍兵をまとめるための将軍が置かれる。「将、軍にありては君命も受けざるところあり」と言われるように将軍は人事権や懲罰権などその軍に付いてはほぼ全権を持っていた。将軍の最高が大将軍である。大将軍はその他の将軍に対する命令権を持つ特別の将軍である。大将軍の次に位するのが車騎将軍・衛将軍であり、それに加えて驃騎将軍が霍去病の活躍により前期の三将軍と同格とされ、この四将軍の位は三公に匹敵した。この次にくるのが左右前後の四将軍である。これに加えて任命される時に名前も同じく付けられる雑号将軍がある。また偏将軍および裨将軍があり、これは独自の軍は率いず、他の将軍の下に入って指揮するものである。
将軍は司令部として幕府を開く。最高の四将軍の幕府には将軍の副官として長史と司馬が付き、それぞれ事務と兵を司る。参謀として従事中郎が2人付き、他に書記官として掾・属・令史・御属が付く。実戦の部隊の最小単位は「屯」でありその長は屯長、屯がいくつか集まって曲になりその長は軍候、曲が集まって部になりその長は校尉、部が集まって全体の軍となる。

### 祭祀
#皇帝の節で説明したように、皇帝は天子でもあり、天帝によって選ばれた存在である。故に皇帝は天帝を祀らねばならない。前漢において、それまで漠然としていた皇帝祭祀が固まり、封禅と郊祀という形になった。
また祖先崇拝を重視する儒教の勢力が強くなったことで皇帝の祖廟の祀り方もまた定式化された。

#### 郊祀
郊祀とは首都長安の「郊」外で行う祭「祀」の意味である。祀られる対象は天と地で、長安の南の南郊で天を祀り、北の北郊で地を祀る。それぞれ南郊は冬至、北郊は夏至に行われる。
前漢初期、高祖によって行われていた天帝祭祀は五帝祭祀である。ここでいう五帝とは三皇五帝の五帝ではない。元々秦において、秦の旧首都である雍において四帝（黄帝・白帝・赤帝・青帝）を祀っていたが、高祖はそれに黒帝を足して五帝の祀りをすることに決めた。この五帝を祀る場所のことを五畤という。
武帝期、天の象徴である天帝を祀りながらそれに対応する地の象徴である后土を祀らないのはおかしいということになり、紀元前113年に汾陰の沢中にて后土を祀ることを決めた。更にそれまで最高神とされていた五帝は本当の最高神である太一の補佐に過ぎないということになり、新たに漢長安城の離宮である甘泉宮にて太一を祀ることに決めた。この時以降、甘泉・汾陰・五畤の3つを1年ごとに順番に回って祀ることにされた。
しかし儒教の勢力が拡大すると共にこのような祀り方は古礼に合わないとして、成帝期の紀元前32年に丞相の匡衡らにより甘泉と汾陰で行うのを止めて、新たに長安の南（南郊。天を祀る）・北（北郊。地を祀る）にて祭祀を行うことに決めた。更に五畤も廃され、南郊と北郊のみが皇帝の祀るところとなった。その後、天災が相次いだことに対して劉向は祭祀制度を改悪したせいだと言い、一旦全てが旧に復された。その後、再度南郊と北郊に戻され、更に戻されるなど動揺が続いたが、最終的に平帝期の5年に王莽により、南郊と北郊を祀ることが決定された。

#### 封禅
甘泉宮にて太一を祀ることを決めた直後の紀元前110年、武帝は東方に巡幸に出て、泰山にて封禅の儀を執り行った。封禅は聖天子以外行うことができないといわれている儀式であり、武帝の祖父の文帝はこの儀式を行うことを臣下から薦められたがこれを退けている。
武帝は国初以来の念願であった対匈奴戦に勝利を収め、自らこそ封禅を行うに相応しいと考え、この儀式を執り行った。この時に儒者に儀式のやり方を尋ねたが始皇帝の時と同じように儒者はこれに答えることができず、結局武帝の共をしたのは霍去病の息子の霍子侯だけだった。そのためこれもまた始皇帝の時と同じくその儀式の内容は判然としない。
このような状態であるため郊祀が毎年の恒例と化していったのに比べ、封禅はその後光武帝が行ったものの特別に行われる秘密の儀式に留まり、中国歴代でもこれを行った者は数えるほどである。

#### 廟制
高祖は自らの父である劉太公を祀る廟を作るに当たり、同族である全国の諸侯王にも劉太公の廟を作ることを命じた。これが以後の定式となり、各郡国にそれぞれ劉氏の廟が作られることになった。これを郡国廟と呼ぶ。本来、親の祭祀を行うことが許されるのは大宗（本家）だけ、漢の場合は皇帝の系譜、であり小宗（分家）はこれを祀れないことになっていた。ましてや臣下が皇帝の祖先を祀るなどという郡国廟は本来の礼制からは大きく外れたものであった。高祖が何故このようなことを行ったかといえば、諸侯王および天下万民の間に「我らは一つの家族である」との意識を持たせようとしたと考えられる。その後、儒教の勢力が増すと礼制から外れた郡国廟はやはり問題となり、元帝の紀元前40年に韋玄成らの建議によって郡国廟は廃止された。
また同じく儒教の勢力拡大と共に問題とされたのが七廟の制である。本来の礼制においては天子の祖先を祀る廟は七までに決まっていた。しかし元帝の時点で九になっており、このうちのどれを廃止するかで議論が起こった。この議論は紛糾を続け、最終的に平帝期に王莽によって高祖・文帝・武帝の三者は功績が大なので不変・それに加えて現皇帝の4代前まで（宣帝・元帝・成帝・哀帝）とすることに決められた。

### 元号と暦
元号は武帝期の紀元前113年に銅鼎が発見され、この年を元鼎4年としたのが始まりとされる。武帝は遡って自らの治世の最初から元号を付けている。この制度は中華民国により廃止されるまで続き、朝鮮・日本など周辺各国でも採用された。
またそれまでの10月を正月としていた顓頊暦に代わって立春を正月とする太初暦を採用した。

## 経済

### 貨幣制度

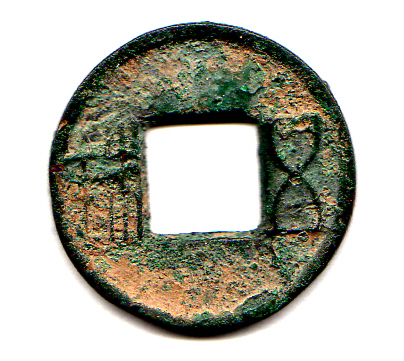
漢の五銖銭

当時の貨幣単位は銭と金である。銭はそのまま銭一枚のことで、金は金1斤のことであり、大体1万銭に相当する。
敦煌漢簡・居延漢簡の中の文書からある程度当時の物価が推測できる。それによれば、
- 絹一匹（27.65m）＝450-477銭
- アワ1石（30kgほど）＝105-130
- キビ＝150
- 大麦＝110
- 麦＝120
- 肉1斤（258.24g）＝4-7

とある。しかし時期がずれた文書ではアワ1石が3000銭になっているものもあり、当時の相場の変動がかなり激しかったことが分かる。また地域差も激しかったと思われる。
戦国時代においては各国がバラバラに貨幣を発行していたが、始皇帝はこれを銅銭の半両銭（約8g）に統一し、国家だけがこれを鋳造できるとした。漢でもこれを受け継いだが、高祖は民間での貨幣の鋳造を認めたため、実際には半両の銅を使わずに半両銭として流通する悪銭が増えた。
その後、貨幣鋳造の禁止と許可が繰り返され、政府は貨幣の私鋳の防止を試みて三銖・八銖などの銭を発行するが私鋳は止まなかった。そして武帝の紀元前113年に上林三官という部署に新たな五銖銭（約3.5g）を独占的に鋳造させることにした。この五銖銭は偽造が難しく、これ以後私鋳は大幅に減り、五銖銭以外の銭は全て回収され、五銖銭に鋳造された。五銖銭はその後も流通を続け、後漢・魏晋南北朝時代においても引き継がれ、唐で開元通宝が作られる621年まで続いた。
後漢から三国期、さらには五胡十六国時代に入ると、五銖銭は粗製乱造が進み、政権によって製造されるサイズはまちまちで統一規格は崩れ始め、貨幣経済は衰退に向かうが、それはまた後の話であろう。

### 税制
税の徴収は人頭税・土地税・財産税・商税・畜税・労働税（徭役）・兵役・鉱林漁業に対する税などがある。
人頭税には、数え15歳から60歳までの男女に付き年間120銭=1算を収める算賦と数え3歳から14歳までの男女に付き20銭を収める口銭があり、武帝時代に3銭が上乗せされ、昭帝時代にそれぞれ数え56歳までと数え7歳からに変更された。また、妊婦の算賦は免除され、数え15歳から30歳の未婚女は5算を、奴婢には2算が課された。
財産税は算緡と呼ばれ、初期は市籍に登録された専業商家のみに課せれ、武帝以降は商業・手工業・鉱業を営む者に課された。商いを行う戸はあらゆる財産（土地、奴婢も含む）2000銭につき年間1算を納め、手工業と鉱業を営む戸は財産4000銭に付き年間1算を納めた。また、武帝時代に算車・算船と呼ばれる車と船に対する課税が行われ、官吏でない者は1車・1船につき1算、商いに携わる者は2算を課された。これらの増税は一定以上の資産を保有する専業兼業に係わらない全ての商いに関わる民が対象であり、#豪族で述べる抑商政策の一環でもある。算緡令には罰則があり、家長が報告しなかった場合は売上利益を没収のうえ労働1年、財産を偽って報告した者は財産を没収の上に国境警備1年という厳しいものである。
田に対する税は田律に規定され、漢初は収穫高の15分の1を収めるとされていたが、漢は実態の把握を放棄して次第に耕田面積当たりの定額税となり、穀類・稲や秣用の干草・藁など品目ごとに納税量が設定された。文帝の時代には廃止され、景帝の時代に1/30の税率で復活した。
労働税は賦と呼ばれ、数え15歳から60歳までの男女が、漢初は6ヶ月に1月の文帝以降は12ヶ月に1月の割合で、在地郡県での就労を義務付けられた。月300銭の納付により免除され更賦と呼んだ。
兵役は、数え17歳から60歳（昭帝以降は数え23歳から55歳）の男性に年間1月の兵役が課され、1年の訓練期間を除くと年11カ月で生涯通算3年或いは2年分の兵役が存在した。1年間(11カ月)の訓練の後に在官（予備役）と成り、年間11カ月の衛士（都城での衛兵勤務）を務め、代行の相場は月2000銭で践更と呼ばれた。また、数え15歳から60歳の男女には、年間3日(生涯で132日、99日)の戌兵(辺境防備)もしくは3日につき300銭が課され、辺境防備の従事者には給与として1日6銭或いは8銭が支給され、戌卒は給与が支払われ複数年に渡って勤める職業軍人の形をとった。
商税は占租律に規定があり、商品の売上・手工業品の販売・高利貸（上限利率は月利3%程度か）などの利益に課税され、登録業者は毎月ごとに、未登録の者はその場で徴収された。詳しい税率は解っていないが、最小2%～最大10%の間にあるとされる。
穀物や秣以外の果物・野菜・染料や繊維業・林業・牧畜業・養殖・漁業・鉄を除く鉱業冶金・牧畜業などの、田以外からの生産物に対してはおそらく1/10の税が課されていたとされる。

### 農業
成帝期に書かれた農書『氾勝之書』には当時生産されていた農産物として、キビ・ムギ・イネ・ヒエ・ダイズ・カラムシ・アサ・ウリ・ヒサゴ・イモ・クワなどを挙げている。
戦国時代の鉄製農具と牛耕の普及や二毛作により、生産力は向上したと思われる。前漢代は開発の進んだ北部の非稲作地域に人口が集中していたため、淮河以南に多い稲作地域では中期頃まで技術が発展途上で、苗床が作られず二毛作も行われていない。
『漢書』食貨志は武帝末期の趙過考案の代田法という耕田・閑休田を全面耕起する農法を記している。具体的な内容は記述が曖昧で解釈に議論があるが、2頭のウシと3人の人間により行われるものとされる。しかし民間でウシ二頭を持つ者は少なくあまり好まれなかった。そこでウシを使わない方法も考案されたという。また『氾勝之書』には区田法という農法が記されている。
牧畜は、農民の間でもブタやニワトリ・イヌなどの飼育が一般的に行われており、家畜小屋が併設されていた遺跡も多数発掘されている。ウマやウシの生産は、これとは別に官有の大規模な牧場や豪族の牧場で行われ、特に遠征が相次いだ武帝期にはウマの生産は奨励されたため、馬産で財産を築く者も多かった。

### 手工業
戦国時代から秦漢にかけては冶金業や窯業、手工業の発展時期でもある。
手工業で賄われたのは日用品や服飾品・装飾品・酒類などの他、一般民では作り得ない特別な道具（例えば銅製品や陶磁器、鉄製農具など）や奢侈品などである。
王侯の使用する高度な技術品は主に官営の工場である尚方・考工室・東園匠・織室などが作り、少府や大司農が管轄した。尚方では官が使用するための武器・装飾品・銅器などが作られ、考工室ではより実用的な武器・漆器・鉄器などが作られた。東園匠では貴人の埋葬に使うための棺や明器（埋葬者が死後に使うために置かれる実物を模した土器）などが作られ、織室では儀礼用の織物が作られた。また大司農では農民に支給する鉄製農具が作られた。
民営の工業として大きなモノは、製塩所や大規模な高炉、鉄器や銅銭に用いる大規模な鉱山などが存在した。それ以外にも酒や絹織物などが手工業として成立していた。

### 専売制
武帝期の紀元前119年に始まった塩鉄専売制は国家財政の重要な位置を占め、武帝末期には既に不可欠となっていた。塩も鉄も製造された産物は全て国家が買い取り、特に大規模な製鉄所は国家により運営され、密造は厳罰に処せられた。塩製造を管理する官吏を塩官と呼び、鉄の方は鉄官と呼ぶ。しかし密造を行う者も多く、それらは官製のものに比べ安価であった。
武帝死後に「民衆と利益を争うのは儒の倫理に反する」として専売制の廃止が話し合われ、後に『塩鉄論』という書物に纏められた。
その後の11代元帝期になると儒教の信奉者である元帝の意向により、一時期廃止された。しかし財政が逼迫し、すぐに戻された。

### 農村・都市
当時の農民の1戸の家族の平均的な人数は5人。一家が所有する田（農地）は大体100畝、耕作地は50～70畝で年間125～210石前後（3.5tから5.9t）ほどの収穫があった。戸内の者は戸主を筆頭として戸籍に登録され、これを基に課税や徴兵が行われた。
次男・三男がいた場合には分家した、分家の場合は私有田ではなく官給田を支給されて耕作するか、官田や権勢家の下で小作となり、所有田は1人が受け継ぐのが基本であった。
概ね100戸が纏まって里（100とは必ずしも限らない）となり、その里がいくつか集まった集落は大きさや重要度によって上から県・郷・亭と呼ばれるようになる。
漢以前の戦国時代においては集落は基本的に新石器時代から春秋時代までの都市国家の流れをくむ城塞都市であり、これを邑と呼ぶ。邑は元々は姓を同じくする氏族が一纏まりになって生活する共同体で異姓の者は排除されていたが、漢代には既に戦国時代の人口の流動化を経ることでその様な区別は失われていた。集落の周辺は版築で築かれた城壁が囲い、更に内部も里ごとに土塀（閭）で区切られていた。閭には一つ門（閭門）が設けられており、夜間に閭門を抜けることは禁じられていた。農民は朝になると城門を抜けて集落の外に出て、耕作に従事し、日が暮れるとまた門を抜けて集落の中に戻ってくるというサイクルを繰り返す。貧しい者は城壁の外に家を構え、より遠くにある田まで行く生活をしていた。
集落の中心には社（しゃ）があり、祭礼が行われた。有力者は父老と呼ばれ、纏め役となる。父老の中から県三老・郷三老が選ばれ、それぞれ県・郷の纏め役となった。また大きな集落の中心には市があり、交易が行われ、集落の者が集まる場となった。市は自然発生的なものだったが、秦代以降は官吏により管理された。そのため罪人の処刑も市で行われる。

#### 首都長安
漢の長安城は現在の西安市から北西に5kmほど離れた渭水の南岸にあり、渭水の対岸には秦の咸陽城があった。高祖は初めは周の都であった洛陽に都を構えるつもりであったが、婁敬と張良の進言により長安を都とし、その後蕭何によって広壮な宮殿が造られた。1956年より遺跡の発掘が進められている。
漢の長安は唐の長安とは違い、方形ではなく歪な形をしていた。それぞれ城壁は東は5940m・西は4550m・南は6250m・北は5950mある。東西南北に3つずつの計12の門があり、これも夜間には閉じられる。主な建築物として、
1. 長楽宮
  - 都の東南部にあり、これは基は秦咸陽の離宮であった。高祖はここに住んだが、その後は皇后の住居となった。
2. 未央宮
  - 西南部にあり、蕭何により建造され、恵帝以後の皇帝の住居となった。
3. 北宮
  - その名の通り北部にあり、廃された皇后などが住んだ。
4. 桂宮
  - これも北部にあり、武帝の時に作られた。

また丞相府・御史府などの三公九卿府があったが具体的な位置は不明。北西部には東市と西市があった。
長安城内の人口は戸籍によれば24万6200人である。

### 爵制
漢の二十等爵制は秦のものを受け継いでおり、最低の一位・公士から最高の二十位・列侯までの全部で20段階あり、列侯の上に諸侯王があり、更にその上に皇帝がある。
爵位を持っているものはそれと引き換えに減刑特権があり、これを求めて金銭による売買が行われた。
1. 公士
2. 上造
3. 簪裊
4. 不更
5. 大夫
6. 官大夫
7. 公大夫
8. 公乗
9. 五大夫
10. 左庶長
11. 右庶長
12. 左更
13. 中更
14. 右更
15. 少上造
16. 大上造
17. 駟車庶長
18. 大庶長
19. 関内侯
20. 列侯

漢代においては皇帝の即位や皇太子の元服などの慶事に際して一般民に対しても一律に爵位の授与が行われており、前漢・後漢合わせて200を超えた回数が行われていて、年齢が高くなればそれだけ爵位が高くなる。漢が行った爵位の授与は当時崩壊しつつあった「歯位の秩序」、年長のものが偉いという秩序を「（年齢に応じて高くなる）爵位の秩序」によって再構成する目的があったとされる。
七位の公大夫までは民衆でも得ることが出来、九位から上は官吏でなければ得ることはできない。

### 豪族
一般農民の住む家は5人程度であったが、豪族は2階立て・3階建ての豪邸に数世代の家族が同居した。また、所有する土地に小作人や奴婢を使役して耕作させた。小作人は収穫の1/2程度を地主に収めた。豪族は里の父老となる場合も多かった。郷里選挙で一族の者が官吏になれば、更に影響力を持った。
戦国時代から商業が発達した事による貨幣経済の進展が基になった。商いに従事する戸の勢力を抑えるため前漢では度々抑商政策を取っており、#税制で述べた税制上での差別や#身分制度に置ける差別政策を行ったが、あまり効果はなかった。鼂錯は抑商政策の一環として穀物で税を納めた者に爵位を与えると言う政策を提案した。農民達の収入は穀物であり、徴税期に一斉に農民が穀物を売ることで商人に買い叩かれていたのである。この策により商人が積極的に穀物を買い求めて、農民に金銭が多く入り、窮迫を防くことを意図した。最高で18位の高位まで得ることができ、この政策は効果を上げた。
抑商政策で特筆すべきは武帝期の均輸・平準法である。これらの政策は武帝の下で経済的手腕を振るった桑弘羊が実施したものである。均輸法は全国の物価を調査して安い地方の高額物資と穀物を買い、高い所で売り払うことで国家収入と共に物価の地域格差を均すものである。平準法は安い時期に高額物資と穀物を買い込んで国庫に積んでおき、それが高騰した時に売り出して国家収入と共に物価安定を図るものである。この政策は物価の安定と共に、商人が物資の輸送と取引へ介在することによって利益を与えることを防ぐ目的がある。この政策は効果を上げた。
武帝の抑商政策と五銖銭の発行、増税による耕作地放棄の進行と土地の併呑に伴い豪族は奴婢や小作人を囲い込み、周辺の郷里との関係を深めて共同体を形成していく。

### 遊侠
遊侠は、罪を犯した逃亡者・正業に就かない者・生活が破綻した没落者などが、無頼の徒など公の外に位置するようになった存在。それを取りまとめた者が『史記』『漢書』の遊侠列伝に収められている朱家や劇孟といった人物であり、その勢力は豪族どころか中央政府すら無視し得ないものになっていた。
例えば呉楚七国の乱の際に政府側の総大将であった周亜夫は劇孟に対して「もう諸侯たちが貴方を味方につけていると思ったが、そうではなかった。これで東には心配する者がいない。」と述べている。国を二分する大乱において影響力を発揮出来たということである。
遊侠の持つ任侠精神は前漢のある時期までは遊侠に留まらず、多くの人間関係に敷衍されており、皇帝と豪族を母体とする官吏の関係も任侠精神に基づく面があると述べている。『史記』『漢書』にある「遊侠列伝」と『後漢書』にある「方術列伝」「逸民列伝」はそれぞれ前漢と後漢の時代精神の違いを如実に示していると言える。

### 身分制度
律令で差別されたのは奴婢と罪人であり、一般民は庶人ないし良人（良民）と呼ばれる。
奴は男奴隷・婢は女奴隷のことで、罪を犯して官奴隷となった者や借金や飢餓により身を売った者が該当する。私奴婢の主な囲い先は豪族であり、豪族の所有する田の耕作や手工業に携わった。政府に管理される官奴婢もあり、罪を犯した者や罪を犯した官吏とその家族、戦争捕虜などが供給源で、国有地（官田）の耕作や土木工事などに使役された。
奴婢や罪人とは別に庶人階級の中で蔑視されていたのが商人・職人といった職業である。

## 文化
史書（『後漢書』）によれば、後漢代の西暦105年に蔡倫が樹皮やアサのぼろから紙を作り、和帝に献上したと記しているため、従前は紙の発明者は蔡倫とされていた。しかし、前漢代の遺跡から紙の原型とされるものが多数見つかっている。世界最古の紙は中国甘粛省の放馬灘（ほうばたん）から出土したものと考えられ、前漢時代の地図が書かれている。年代的には紀元前150年頃のものと推定されている。

### 思想
漢代の思想史を大まかに言えば、前漢初期には権勢家を中心とする黄老思想と秦以来の刑名思想が流行、時代と共に支配層にも儒教が広まり、王莽から光武帝の時代にかけて儒教国家と呼ぶべき体制が出来上がったと言える。

#### 儒教
あるものは当時の書体である隷書体で書かれており、別のものは隷書体以前の書体で書かれていた。このことから前者を今文・後者を古文という。内容は基本的に同じであるが、微妙な差異があり、どちらがより正しく聖人の教えを伝えているかが論争になった。更に当時の経学は経書一つを専門的に学ぶものであり、そのためどの経書に学ぶかでこれも学派が様々に分かれることになった。一例を挙げれば『尚書』（『書経』）においては伏勝が壁に埋め込んで焚書の難を逃れたという『今文尚書』と景帝時代に孔子の旧宅の壁の中から発見されたという『古文尚書』がある。
このうち、『春秋公羊伝』を学ぶ公羊学派の立場から儒教の新しい地平を開いたといえるのが董仲舒である。董仲舒は武帝に対して天人相関説・災異説を唱え、儒教の教義を皇帝支配という漢の支配形態を正当付けるように再編した。董仲舒は武帝に対して儒家を官僚として登用すること・五経博士の設置などを建言した。
五経博士とは五経である『詩』・『書』・『礼』・『易』・『春秋公羊伝』それぞれを専門に学ぶ博士のことで、のち宣帝の時に増員されて十二となっている。
テキストがばらばらなのは不便であるため成帝期の劉向・劉歆親子により、テキストの整理が行われて一本化された。現在伝わる経書はこの時に整理されたものに基づくものが多い。
また劉向・劉歆親子は古文派であり、この時代に新しく発見された古文である『春秋左氏伝』・『周礼』が持て囃されるようになる。のち、『周礼』は王莽の政権樹立の際に論理的根拠として使われ、『左氏伝』は魏晋以降、三伝の中の中心的位置を占めることになる。
また前漢末期には緯書が流行を見せることになる。これに関しては#神秘思想で後述。

#### 神秘思想
例えば武帝の傾倒した神仙思想や当時流行した巫蠱など。そして神秘思想の中でも高度に理論化され、後世にも強い影響を与えたものとして陰陽五行説・天人相関説・災異説がある。
陰陽五行説はこの世の全ての事象は木火土金水の五行に分類され（例えば方角は木→東・火→南・土→中央・金→西・水→北となる。）、それが循環することでこの世が成り立っているという考えである。天人相関説・災異説は万物の総覧者たる天と人間は連関しあっておりもし人間が誤った行いをした場合、例えば時の皇帝が暴政を行うと、天はこれに対して天災を起こすという考えである。
五行に基づいて漢はどれに当てはまるかが前漢を通じて何度か話し合われており、紀元前104年に一旦漢は土徳の王朝であるとされた。秦は水徳の王朝であるとされており、その秦を克したので土徳とされたのである。しかし漢は火徳の王朝であるとの主張が哀帝期に劉向・劉歆親子によってなされた。劉歆によれば周は木徳であり、そこから生まれた漢は火徳であるとする。これが王莽によって是認され、以後漢は火徳の王朝とされた。後漢末に起きた黄巾の乱や漢から禅譲を受けた魏の最初の元号が黄初であることは黄色が火徳の次に来る土徳の色だからである。
天人相関説・災異説は董仲舒が唱えたものであり、この時代の儒教は多分にこういった神秘思想を含むものであった。董仲舒以降になるとこの神秘性は更に強くなり、未来までもこれにより予言できるとされた。これを讖緯という。
讖とは自然現象が何らかのメッセージを残すことであり、例えば昭帝時代に葉っぱの虫食い跡が文字になっており「公孫病已立」と読めたという。これは後に宣帝（病已は宣帝の諱）が皇帝になることを示していたとされた。緯とは経書に対しての緯書のことである。聖人の教えを書き記した経書であるが、経書はその大綱を示したものであり、現実の事柄に付いては緯書に記されているとされた。経はたていと・緯はよこいとのことで、たていととよこいとが揃って初めて布が出来上がるように緯書があってこそ聖人の教えが理解できるとされた。しかしその実態は漢代の人による偽作であると考えられる。なおこの讖緯のことを記した書物全てをひっくるめて緯書と呼ぶ場合もある。
前漢末にはこの緯書が大流行し、緯書を学ばないものは学界で相手にされないような状態になった。この状況を最大限に利用したのが王莽である。例えばある者が井戸をさらった所、その中から石が出てきてそこには「安漢公莽に告ぐ、皇帝と為れ。」と書かれていたと王莽に報告され、これを受けて仮皇帝となった。もちろんこの石自体が王莽の仕込んだことであると思われる。前述した漢を火徳の王朝としたことも王莽が自身を舜の子孫であると吹聴していたことに繋がっている。

#### 道家
黄は黄帝・老は老子のことで、道家の分派の一つである。信奉者として挙がるのは、高祖の功臣の一人曹参である。曹参は斉の丞相を務めていた際に、蓋公なる人物がこの黄老の道を良く体得していたので、その言葉を聞いて斉を治めたという。その後、曹参は蕭何の跡を受けて中央の丞相となったが、蕭何の方針を遵守し、国を良く治めた。
これ以外にも景帝の母・竇太后は黄老の道を信奉していたと言い、当時の支配階層の間で黄老が主流であったことが分かる。『史記』「楽毅列伝」には曹参に至るまでの黄老の道の学統が記されており、河上丈人という人物がその初めにある。この人物が何者で実在の人物かどうかも不明である。

#### 仏教
仏教の中国伝来に付いては元寿元年（紀元前2年）に月氏を通じて『浮屠教』が伝来したというのが諸説の中でも最も早いものの1つとなっているが、前漢代には社会への影響力はほとんど無かった。但し、意匠や装飾としての仏像が、早期より伝来していた事を示す遺物が後漢以降にも見られ、東西交流の結果、仏教の片鱗も前漢代より中国に伝来していた可能性が想定されている。

### 史学
前漢の書物で真っ先に取り上げるべきは何と言っても司馬遷の『史記』である。この書の成立により二十四史の第一であり、後世の歴史家に与えた影響も大きい。『史記』は司馬遷の個人の著作として書かれたものであるから、後の史書と違い自由に司馬遷の思想が表れており、文学作品としても高い評価がある。
『史記』以外では陸賈『楚漢春秋』や劉向『新序』『説苑』などがある。

### 文学
後世の小説・戯曲などのジャンルは前漢代には成立していない。しかし前述の『史記』や『楚漢春秋』は文学的にも高い評価を得ている。
この時代の文学作品として挙げられるのは詩の分野であるが、戦国時代から前漢初期にかけて「楚声の歌」というジャンルが流行した。項羽の『垓下の歌』が代表と言える。その後、武帝紀に至って新たに賦が成立した。賦は文体としては『楚辞』を受け継ぐが、屈原の激情は採らずその弟子の宋玉の技巧を凝らした文体を取り入れた絢爛豪華な文体である。賈誼の『弔屈原賦』や司馬相如の『上林賦』などが著名である。

### 芸術
前漢は既に2千年も前のことであり、その間に幾多の戦乱が起き、漢代の美術品は地上世界にはほとんど残らなかった。現在残る漢代の美術品はほとんどが地下世界、墳墓の中や窯跡など土の中に埋まっていたものである。このようなものを土中古という。

#### 墳墓
漢代の墳墓からは副葬品の食器・家具などが大量に出てくる。王侯の墳墓などは実物そのものを入れる場合もあったが、それであると費用が莫大になってしまうため、実際のものを模した土器を代わりに入れた。これを明器という。明器は非常に趣向に富み、食器・家具・家屋、鶏・犬などの動物・身の回りの世話をするための奴隷・更には楽師や芸人といったものまであり、当時の生活の様子を物語ってくれる。もちろん本物の青銅器・陶磁器・漆器も大量に出土している。そのほかの副葬品として竹簡・木簡類が見つかることがあり、漢代の貴重な一次史料となっている。
漢代の出土物として特筆すべきものの一つに馬王堆漢墓で見つかった、保存状態の良好な女性の遺体がある。彼女は長沙国の丞相を務めた利蒼の妻で、発見時には頭髪も皮膚もきちんと残っていた。しかも皮膚には弾力が残されており、指で押すと元に戻った。
もう一つは劉勝の墓・満城漢墓などで発見されている金縷玉衣である。玉の板数千枚を金の糸で縫い上げ、これをもって遺体を蓋っている。地位によって銀縷・銅縷の3段階があり、絹糸で縫う絲縷もある。玉には腐敗から死体を守る効果があると信じられていた。『西京雑記』にはこの金縷玉衣に付いて書かれていたのだが、莫大な費用がかかる金縷玉衣は実際に見つかるまでは誇張であると思われていた。

#### 絵画
墳墓の壁には壁画が描かれていることが多く、神話や歴史故事・戦争あるいは被葬者の人生などその題材は多岐にわたる。また壁の装飾に彫刻を施している場合も多いが、立体性はほとんどなく、これは彫刻というよりも絵画の類と見るべきものである。このようなものを画像石と呼ぶ。宮殿の装飾などには非常に大規模な彫刻が施されたとの記録があるが、現存していない。
壁画以外に特筆すべきは馬王堆漢墓より発見された『彩絵帛画』である。上部は天上世界であり右の太陽の中に日烏が月の中にヒキガエル（羿の妻の嫦娥が変化した姿）がいる。太陽と月の間には女媧がいる。中央部は現世であり被葬者の利蒼の妻が次女を引き連れている。下部は地底世界であり大地を支える巨人や亀などが描かれている。

#### 陶磁器
漢代の陶磁器は広く釉薬が用いられるようになり、陶磁器の歴史において契機となった時期である。
戦国では灰釉が主流で鉛釉もあったが、出土例は少ない。それが漢代になると急速に普及し、緑釉（酸化銅）が盛んに使われ（ギャラリーの酒器が緑釉）三足の様式と共に流行し、その他に褐釉（酸化鉄）や黄釉・青磁が広く作られた。緑釉と褐釉は低温度（800度ほど）で焼かれ、緑釉陶の主な用途は投壺と呼ばれる遊戯用や祭器であった。黄釉陶は主として酒樽に用いられた、青磁は高温（1300度ほど）で焼かれ、主に瓶や保存容器などに使われた。その他、醤油や酢・油などの調味料の保存や水瓶・匙や皿など様々な食器・酒坏に陶磁器が用いられた。
上流層は日常的な食器として青磁や黄釉陶を、祭祀用に緑釉陶などを使い、下流層は灰釉の陶器を主に使っていたようである。

### 服飾
漢服・ZH:中國服飾なども参照。

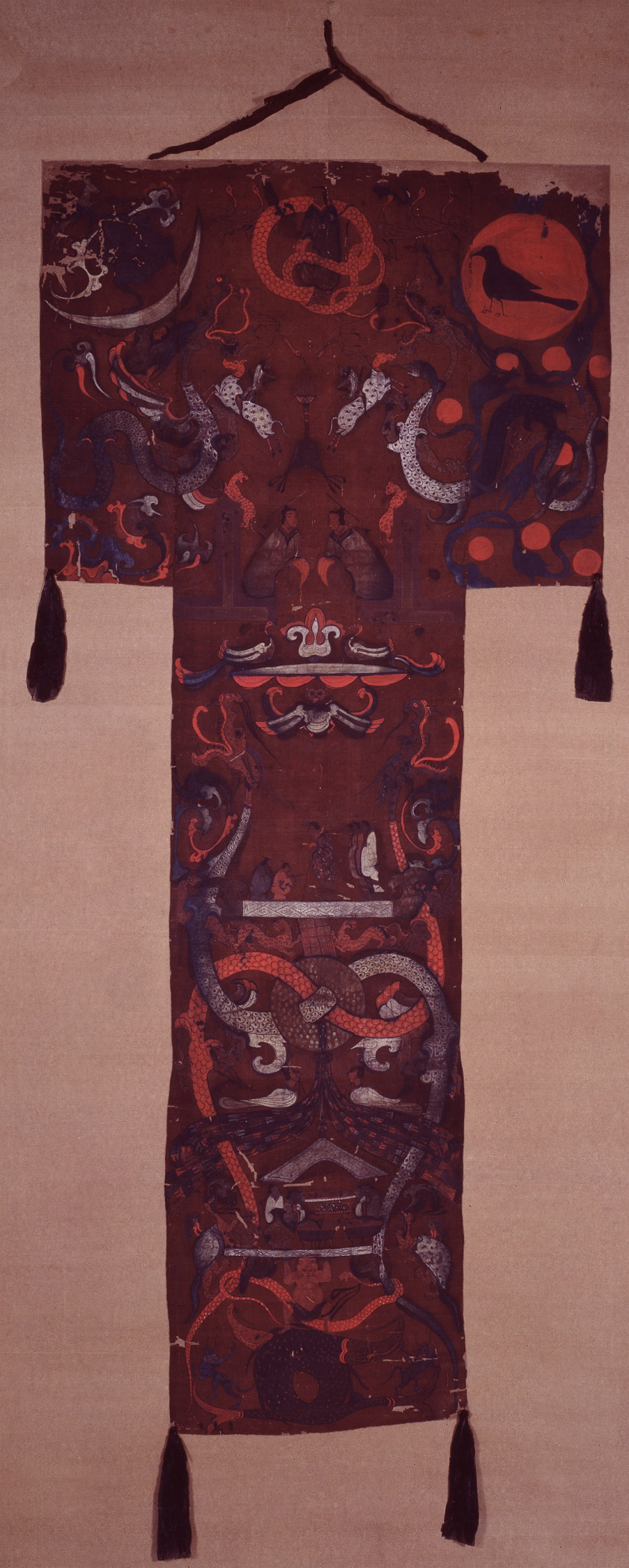
湖南省長沙の馬王堆漢墓より出土された絹の旗。長沙王国の高官、利蒼侯爵の妻辛追の棺に掛けられていた。

漢代において周代より続く深衣は男性はあまり着なくなった。深衣とは十二単のように袍という衣を何枚も重ねて着るものである。しかし活動的な漢帝国にはこれは似合わず、重ね着せずに袍が1枚・下着が1枚というのが一般的になった。
身分の高い男性は「長袍」と呼ばれる膝くらいまである上着と「褲」という袴と「禅」という下着（上下が繋がっている）を着る。長袍はすその形で曲裾と直裾に分かれる。元は曲裾が正式な礼服であり、直裾は公式の場では着てはいけなかった。しかし次第に曲裾は廃れていき、直裾が主流となった。禅は外にいるときは下着であるが、家にいるときは禅のみで過ごすこともあったらしい。また、『礼記』には、「禅を絅(麻布で作った上着)と為し」と記され、上に羽織る衣だと解釈されている。全体的に布を多く使っており、ゆったりとあまりきつくは締め付けないように作られている。そして大事なのが冠である。冠には非常に細かい形式があり、その形によって役職や地位などが分かるように位の高い者の冕冠、宦官の長冠、武官の武冠、裁判官の法冠、文官の梁冠と区別されている。足に履くものは、祭祀の際に履く「舃」・出仕する際に履く「履」・家で履く「屨」・外出の際に履く「屐」がある。舃や履など大事なものは絹、屨は葛や麻で編まれた。屐は木で作られており、歯が2枚ある下駄のような形をしている。また佩綬（腰に下げる飾り紐）が重んじられ、玉や真珠で飾られた。恋愛の告白には佩綬を送ることがよく行われていたようである。
労働者たちは労働しやすいように短い袍と長い褲を着て、労働の時には足のすそを上に巻き上げる。士大夫は冠であるが、庶民の男性は頭巾を被る（士大夫も私生活では頭巾を被る）。靴は履かず素足が基本である。
一方、女性は前代から変わらず深衣が一般的であった。上下一体型の袿衣・禅衣と腰までの長さの「襦」・スカートである「裙」を組み合わせる場合とがある。髪形には非常に趣向が凝らされ、その髪飾りも鼈甲や玉や金などを使われた美しいものであった。

### ギャラリー
コモンズの漢代の美術のカテゴリも参照。

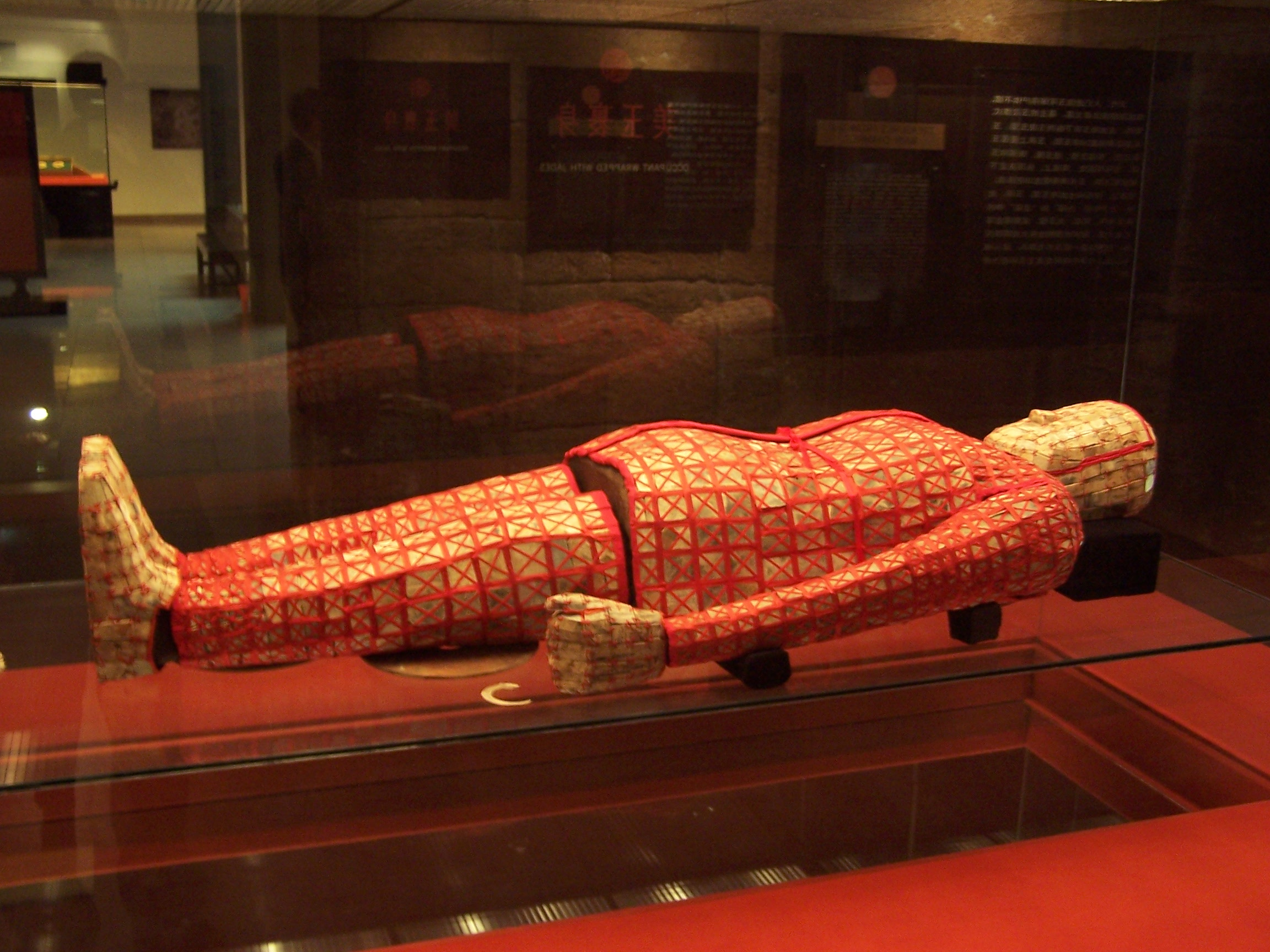
絲鏤玉衣
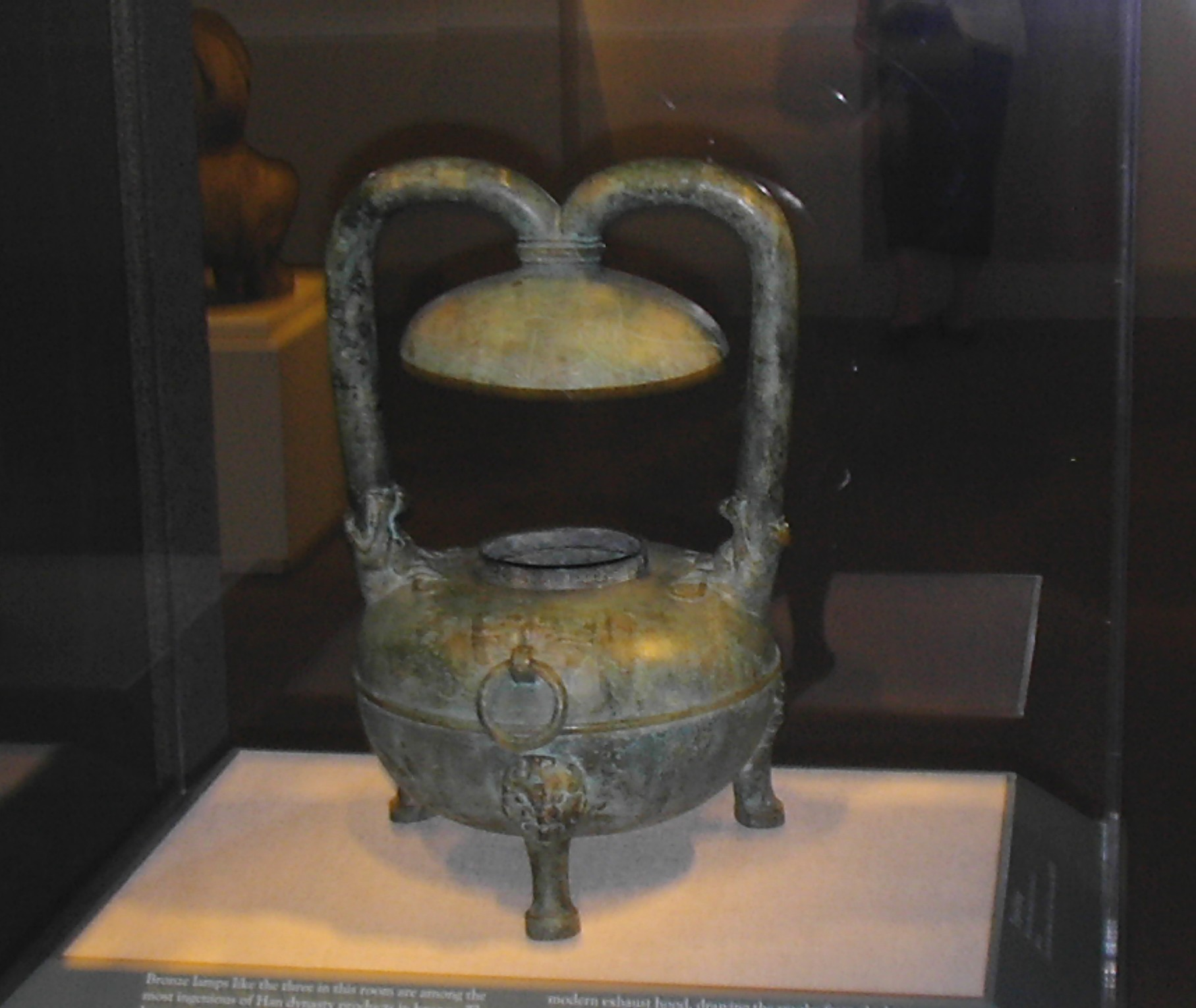
三足のランプ・青銅製
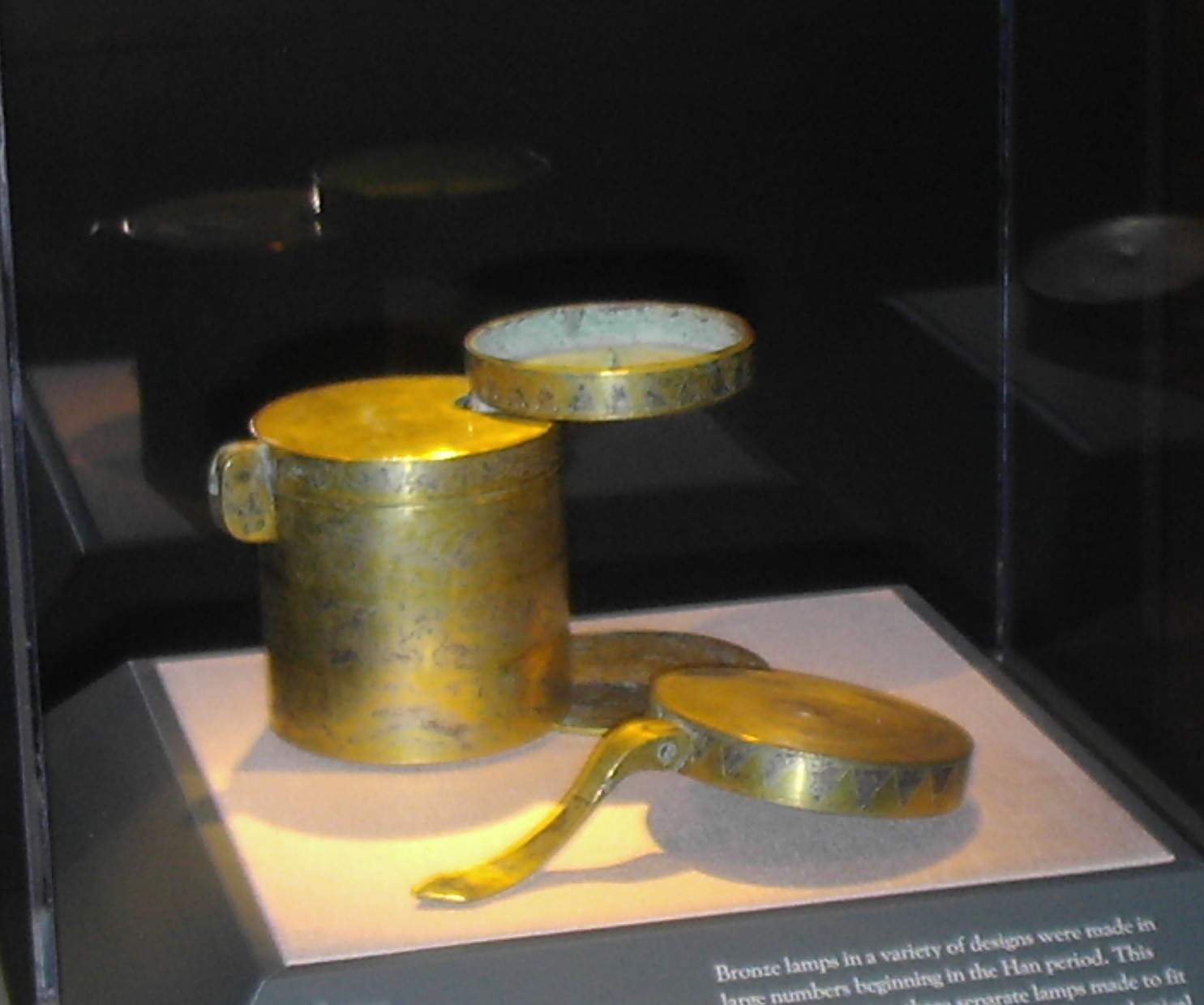
ランプ・鍍金
長信宮燈[# 20]
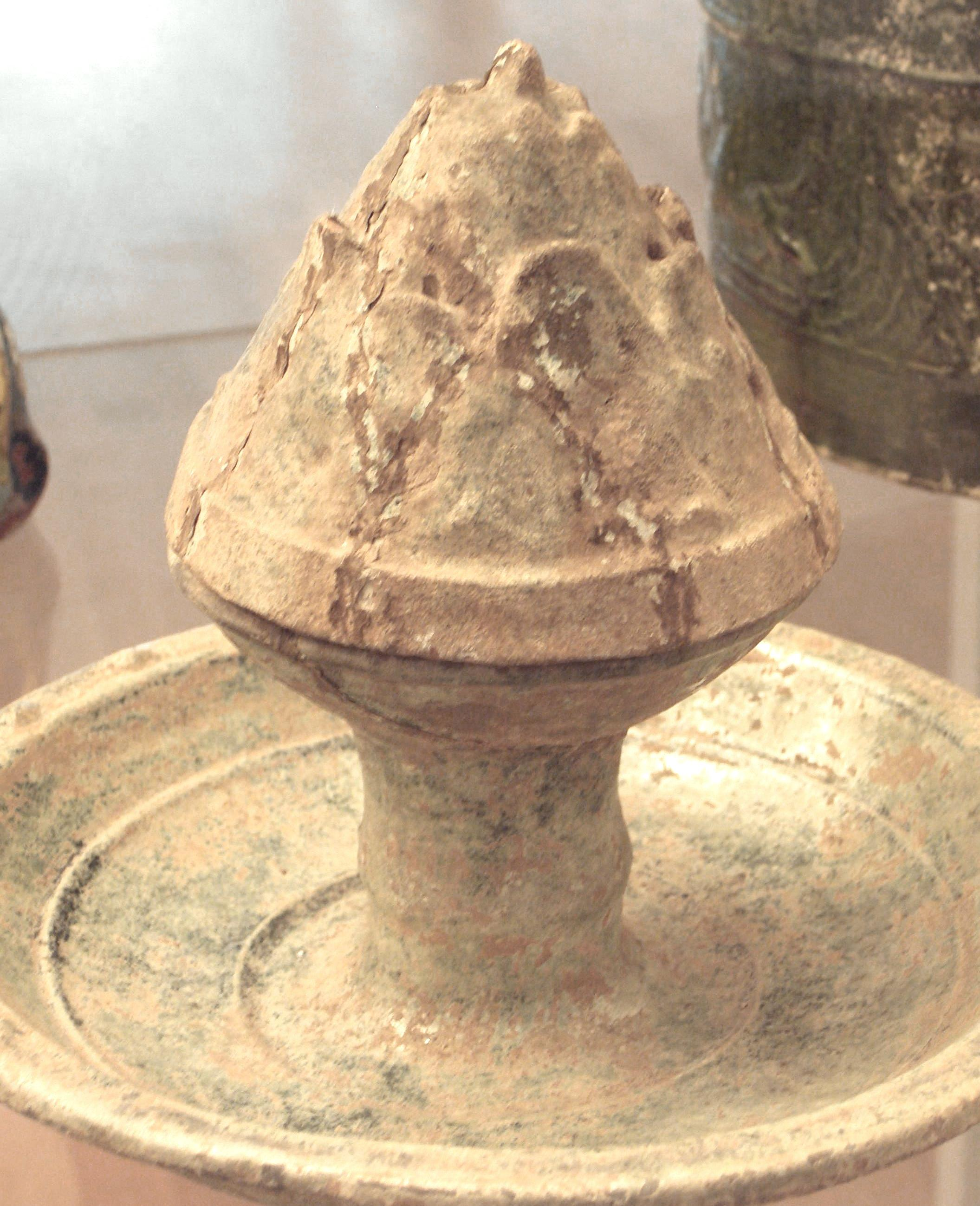
香炉を模した明器。陶製。
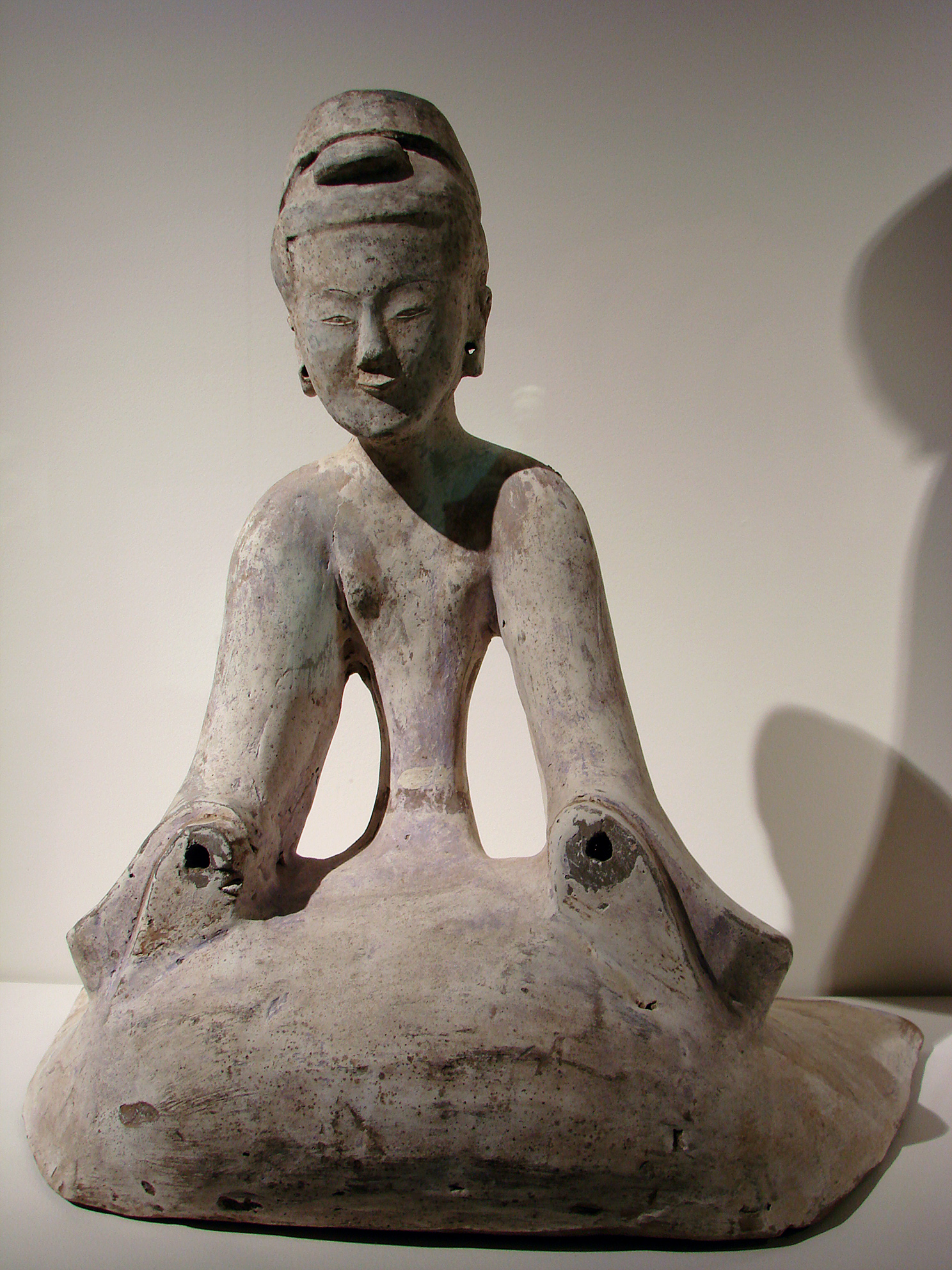
女性俑
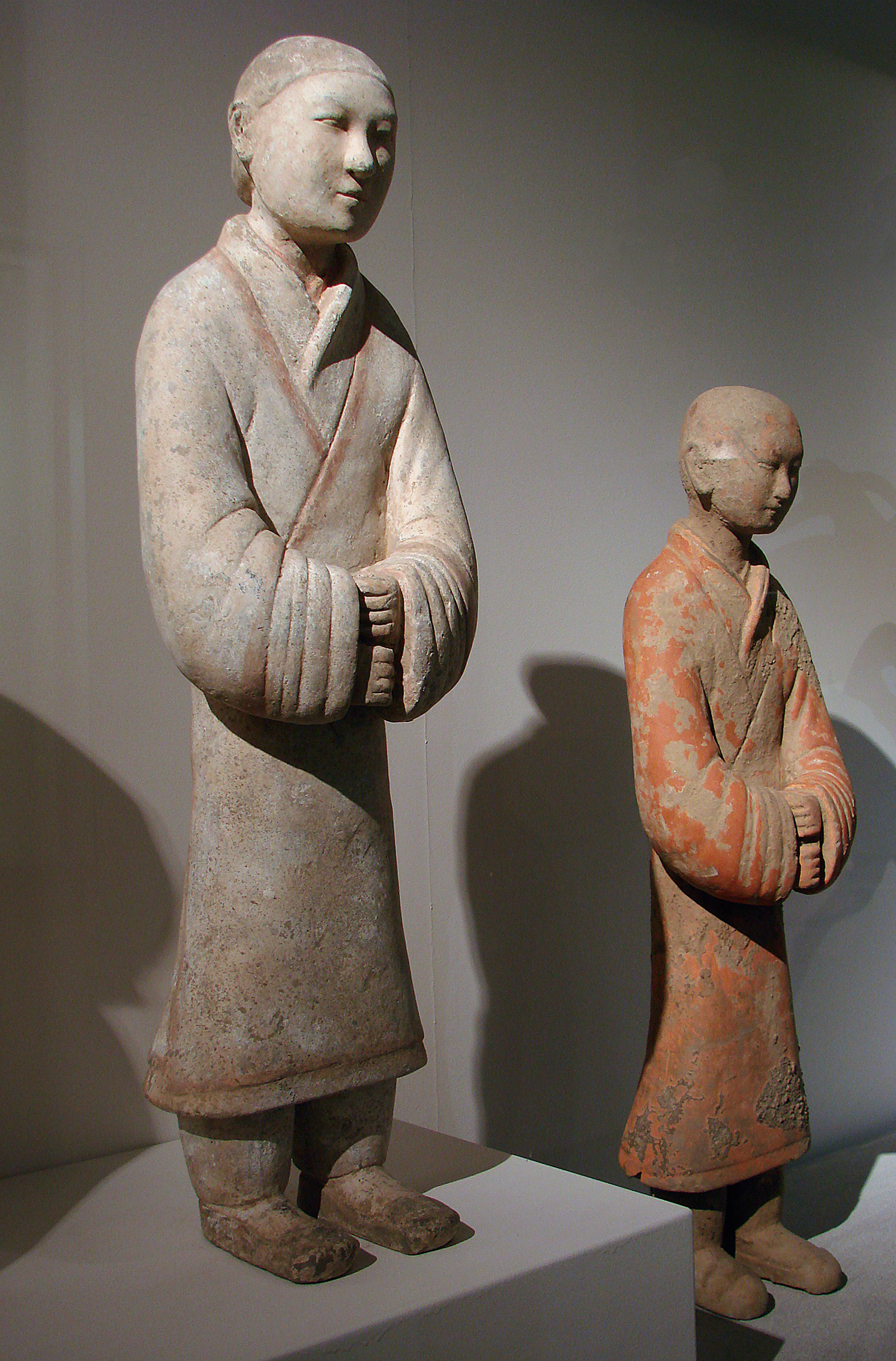
女性俑
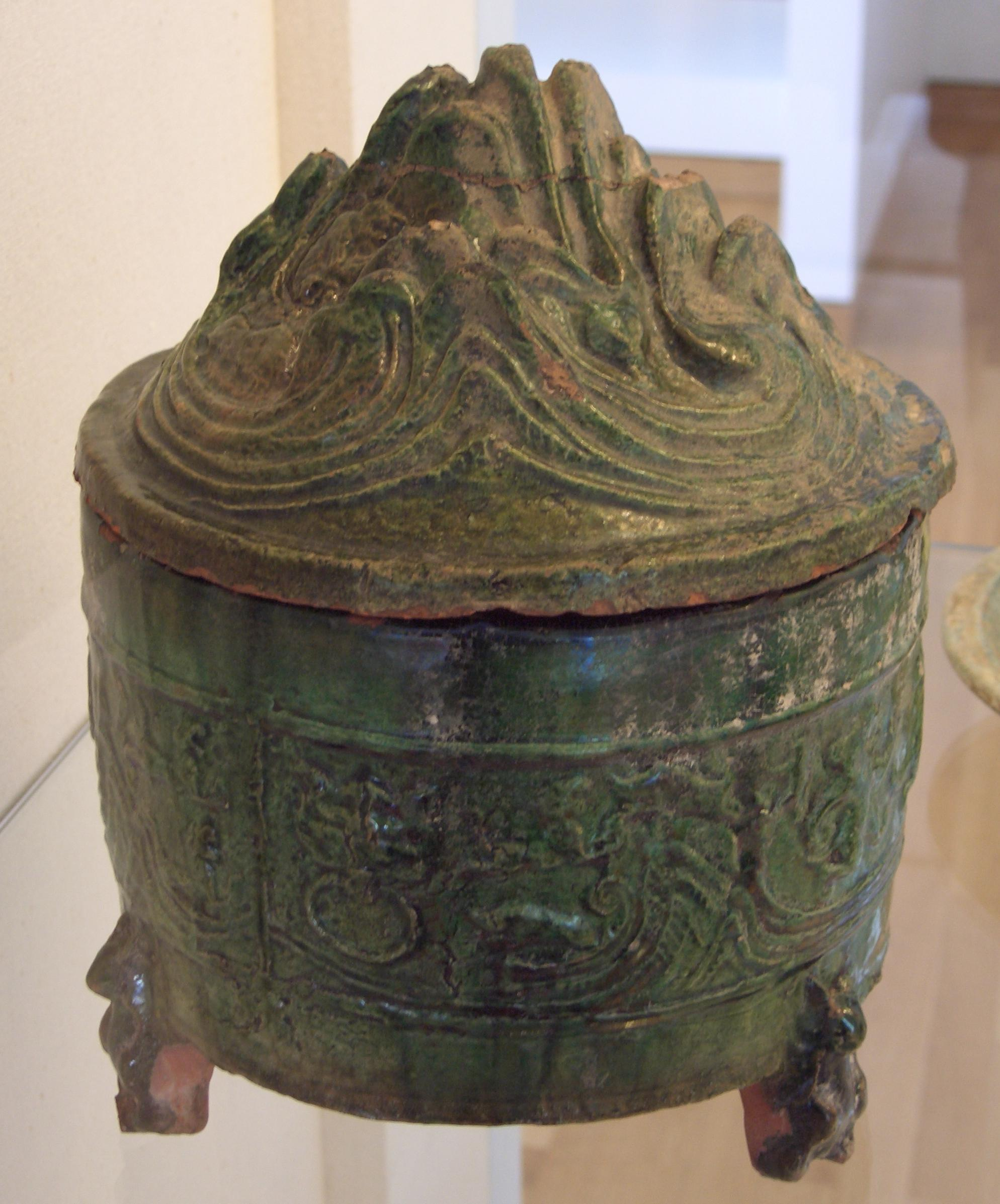
酒器
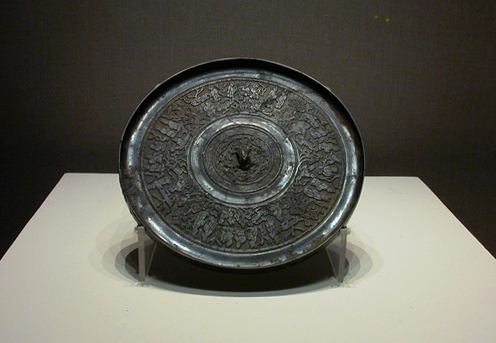
銅鏡[# 21]
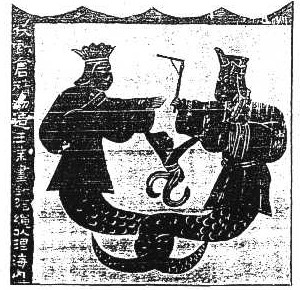
伏羲と女媧
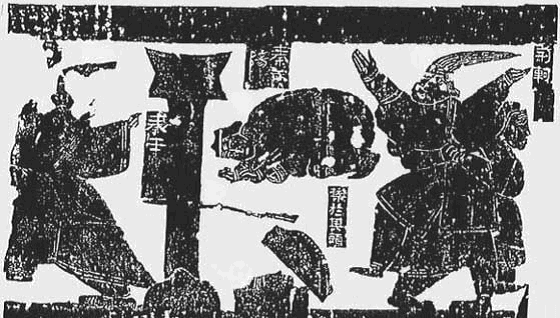
始皇帝を襲う荊軻[# 22]

## 国際関係
高祖時代に南越国・衛氏朝鮮の君主をそれぞれ皇帝に属する王として冊封した。これがいわゆる冊封体制の始まりとされている。皇帝に直接仕える臣下を内臣と呼ぶのに対して、南越や朝鮮の君主たちを外臣と呼び、その国を外藩と呼ぶ。

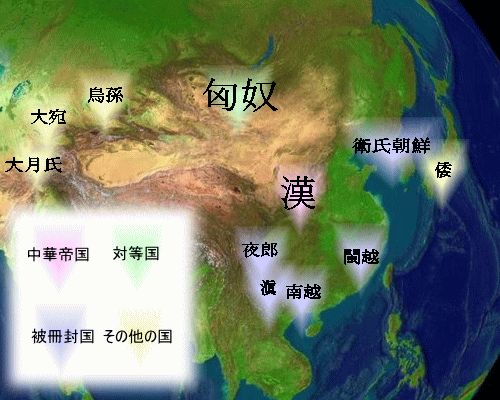
武帝時代初期の漢の国際関係

### 北方
楚漢戦争期、匈奴では冒頓単于が立ち、東胡を滅亡させ、月氏を西に追いやり、烏孫などを支配下に置いて北アジアに覇を唱えた。更に韓王信が封じられていた代に大軍を持って侵入した。韓王信は匈奴に寝返ったため、高祖は自ら親征するが冒頓の策に嵌り、平城にて7日間にわたって包囲され、命からがら帰還した。
この時に結ばれた盟約が「漢と匈奴は兄弟となる」「漢の公主を匈奴の閼氏（皇后）とする」「漢から毎年贈り物を匈奴に贈る。」と匈奴側に有利なものであった。
その後、呂后時代に冒頓から呂后に対して無礼な親書が送られた際に匈奴攻撃が計画されたが、沙汰止みとなった。文帝時代には老上単于・軍臣単于らにより何度か侵攻があり、そのたびに和平を結び直された。
武帝は、張騫の西方への派遣を行うなど匈奴攻撃の準備を整え、紀元前134年に馬邑の土豪の聶壱という者が考えた策謀を採用し、対匈奴戦争を開始した。聶壱の策は軍臣単于に対して偽りの手紙を送り、軍臣を誘き出して討つものである。この作戦は察知されて失敗に終わり、聶壱は誅殺された。これ以後、紀元前119年まで計8回の遠征が行われる。
1回（紀元前129年）から6回（紀元前123年）までの主役となったのが衛青である。第1回の遠征において衛青・李広など4人の将軍がそれぞれ1万騎を率いて各方面から匈奴に攻め込んだが他の将軍は全て破れ、衛青のみが匈奴の首級数百を得た。これを皮切りに第3回（紀元前127年）ではオルドスを再び奪い、第4回（紀元前124年）では匈奴の右賢王（匈奴の右翼・西側の長）を敗走させ、大将軍に登った。
7回（紀元前121年）の遠征は衛青の甥・霍去病が主役になった。第7回では春・夏の二回遠征を行い、匈奴の渾邪王は数万の捕虜と共に漢に投降した。更に続く第8回（紀元前119年）では衛青は伊稚斜単于の軍を大破し、霍去病も匈奴の王・兵士数万を捕虜とする大戦果を挙げ、2人共に大司馬とされた。
この結果、匈奴は本拠をゴビ砂漠の北へと移さざるを得なくなり、漢は新領土に武威・酒泉・敦煌・張掖の河西四郡を設置した。以後、匈奴は二十年近く姿を現さなかったが、漢が西域に勢力を伸ばすと再び匈奴は漢と敵対する。
武帝は紀元前103年から再び軍事行動を再開。紀元前90年に至るまで李広利将軍を主として数度の遠征が行われ、小さな戦果と多くの損失を招いた。李陵は奮戦しながら罪に落とされ、司馬遷も宮刑に処された。最終的に李広利は匈奴に降伏し、武帝は「輪台の詔」を出して遠征により民衆が苦しんだことを自ら批判した。
一連の戦争により漢・匈奴共に疲弊したが、宣帝に至り西域諸国は漢に服属、西域都護が設置された。
紀元前58年、匈奴では呼韓邪単于が立つが、呼韓邪の兄も自立して郅支単于となり、東西に分裂した。呼韓邪は紀元前51年に自ら漢へ入朝し、宣帝は呼韓邪に「匈奴単于璽」を授けて呼韓邪を漢の外臣とする。更に元帝の紀元前36年には烏孫を攻撃した郅支単于を攻め、討ち取って首を長安に晒した。以後、前漢の終わりまで北方は安定した時期を迎えた。

### 西域

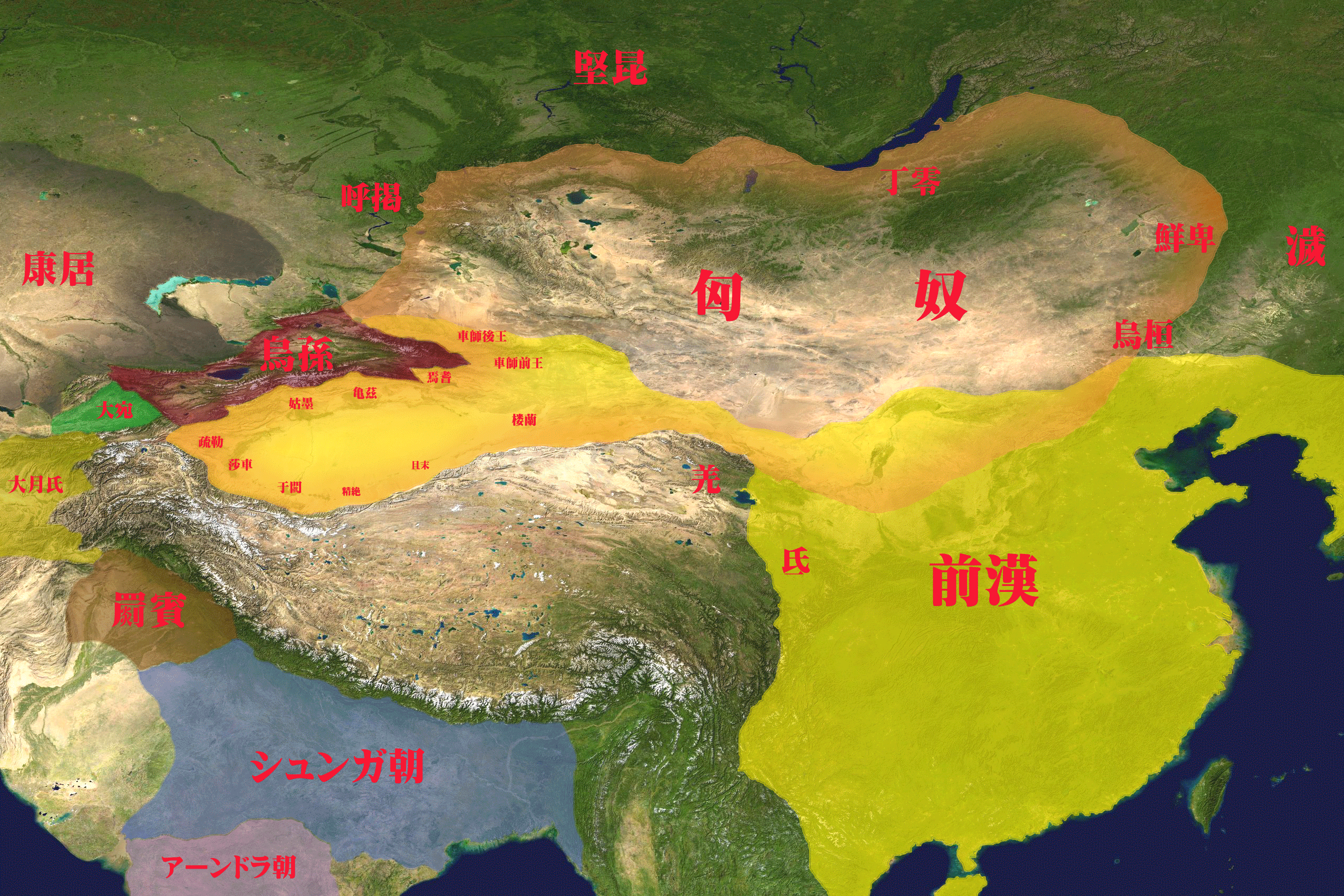
紀元前2世紀頃の前漢と周辺

紀元前139年、武帝は張騫をソグド地方の大月氏へ送り匈奴の挟撃策を説くが受け容れられなかった。帰還した張騫により、西域の情勢が伝えられた。
張騫以後は大宛（フェルガナ）・大月氏・安息（パルティア）などの西域諸国との交易が始まり、西方からブドウ・ザクロ・ウマゴヤシなどが輸入されて、漢からは絹織物が輸出された。交易にはいわゆるシルクロードが利用された。
武帝は西域諸国の中でも匈奴に属していた楼蘭・姑師を服属させるために紀元前108年に遠征軍を出し、その後も2回に渡って姑師へ遠征している。また大宛の汗血馬（血の汗を流すと言われ、駿馬とされる）を得るために李広利将軍を遠征させ、苦戦の末に大宛を服属させた。
西域都護を創設する頃には、ほぼ西域の平定事業は完成した。その後は前漢の最後まで安定期が続くが、王莽の異民族を侮蔑する政策のため西域は漢の支配から離れた。

### ベトナム・南西部
始皇帝はベトナムに遠征軍を送ってここを直轄領としたが、秦滅亡後にはこの地に漢人趙佗が自立して南越国を建てた。劉邦の時代には南越王に冊封して懐柔した。
武帝は紀元前111年に南越の内紛に乗じて遠征軍を送り、南越を滅ぼして直轄領とした。これ以降10世紀の呉朝成立までの長い期間、ベトナムは中国の支配下におかれることになる。
南西部には夜郎自大の言葉で有名な夜郎（貴州省）や滇（てん、滇の字はさんずいに真、雲南省）などを初めとした群小国が多数あり、この地の民族に漢の官吏が殺されたことを契機としてこの地方の民族を解体して直轄支配に置いた。しかし夜郎と滇には王号を与えて外藩とした。

### 朝鮮

紀元前1世紀頃の前漢と漢四郡の位置

朝鮮に関しては前述した通りに衛氏朝鮮を滅ぼして、紀元前108年に朝鮮半島北部に漢四郡を置いた。
- 楽浪郡（現在の平壌付近→313年に高句麗に滅ぼされる。）
- 玄菟郡（現在の咸鏡南道咸興→遼東半島→撫順→315年に高句麗に滅ぼされる。）
- 真番郡（楽浪郡の南。正確な位置は不明。→紀元前82年に廃止）
- 臨屯郡（咸鏡南道の南部から江原道にかけて→紀元前82年に廃止）

漢四郡は高句麗の興起するにつれて保持することが難しくなり、玄菟郡が高句麗に滅ぼされたのを最後に400年間に及ぶ中国による朝鮮半島北部の直轄支配は終わる。朝鮮半島南部にはこの時代は100国近くの部族国家があり、三韓（馬韓、辰韓、弁韓）といわれる部族国家連合が存在していた。
日本列島にも数百の部族国家があり、前代に引き続いて中国との交流により様々な技術文化が日本にもたらされた。

## 前漢の皇帝
|        | 廟号 | 諡号   | 姓名   | 在位            |
| ------ | ---- | ------ | ------ | --------------- |
| 1      | 太祖 | 髙皇帝 | 劉邦   | 前206 - 前195年 |
| 2      |      | 恵帝   | 劉盈   | 前195 - 前188年 |
| 3      |      | 少帝   | 劉某   | 前188 - 前184年 |
| 4      |      | 少帝   | 劉弘   | 前184 - 前180年 |
| 5      | 太宗 | 文帝   | 劉恒   | 前180 - 前157年 |
| 6      |      | 景帝   | 劉啓   | 前157 - 前141年 |
| 7      | 世宗 | 武帝   | 劉徹   | 前141 - 前87年  |
| 8      |      | 昭帝   | 劉弗陵 | 前87 - 前74年   |
| 9      |      |        | 劉賀   | 前74年          |
| 10     | 中宗 | 宣帝   | 劉詢   | 前74 - 前48年   |
| 11     | 高宗 | 元帝   | 劉奭   | 前48 - 前33年   |
| 12     | 統宗 | 成帝   | 劉驁   | 前33 - 前7年    |
| 13     |      | 哀帝   | 劉欣   | 前7 - 前1年     |
| 14     |      | 平帝   | 劉衎   | 前1 - 後5年     |
| （15） |      |        | 劉嬰   | 後5 - 後8年     |

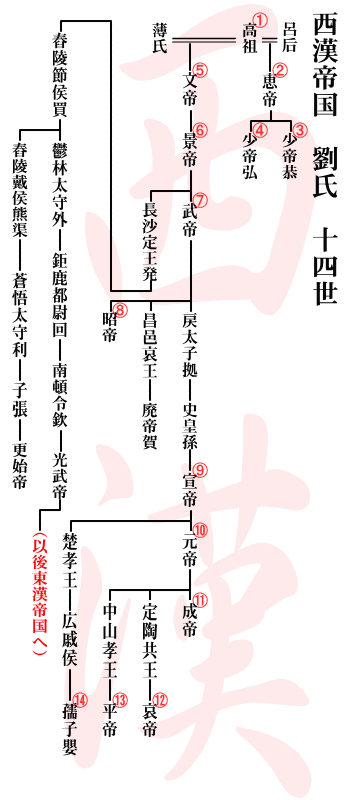
系図

- 高祖の本来の廟号・諡号は「太祖高皇帝」であるが、通常は「高祖」と呼ばれる。また後漢を含め、大半の皇帝の諡号は頭に「孝」が付く（例：文帝の諡号は「孝文皇帝」）が、日本ではほとんどの場合省略して呼ばれる。
- 第3代の少帝は諱が伝わっていない。「恭」とするのは誤写に由来する可能性が指摘されている。
- 劉嬰は実際には即位しておらず、皇太子のまま王莽に禅譲した。
- 第9代の劉賀は即位期間が27日と短いため、右の系図のように歴代皇帝に数えられないこともある。

## 前漢の元号
1. 建元（紀元前140年-紀元前135年）
2. 元光（紀元前134年-紀元前129年）
3. 元朔（紀元前128年-紀元前123年）
4. 元狩（紀元前122年-紀元前117年）
5. 元鼎（紀元前116年-紀元前111年）
6. 元封（紀元前110年-紀元前105年）
7. 太初（紀元前104年-紀元前101年）
8. 天漢（紀元前100年-紀元前97年）
9. 太始（紀元前96年-紀元前93年）
10. 征和（紀元前92年-紀元前89年）
11. 後元（紀元前88年-紀元前87年）
12. 始元（紀元前86年-紀元前81年）
13. 元鳳（紀元前80年-紀元前75年）
14. 元平（紀元前74年）
15. 本始（紀元前73年-紀元前70年）
16. 地節（紀元前69年-紀元前66年）
17. 元康（紀元前65年-紀元前62年）
18. 神爵（紀元前61年-紀元前58年）
19. 五鳳（紀元前57年-紀元前54年）
20. 甘露（紀元前53年-紀元前50年）
21. 黄龍（紀元前49年）
22. 初元（紀元前48年-紀元前44年）
23. 永光（紀元前43年-紀元前39年）
24. 建昭（紀元前38年-紀元前34年）
25. 竟寧（紀元前33年）
26. 建始（紀元前32年-紀元前29年）
27. 河平（紀元前28年-紀元前25年）
28. 陽朔（紀元前24年-紀元前21年）
29. 鴻嘉（紀元前20年-紀元前17年）
30. 永始（紀元前16年-紀元前13年）
31. 元延（紀元前12年-紀元前9年）
32. 綏和（紀元前8年-紀元前7年）
33. 建平（紀元前6年-紀元前3年）
34. 元寿（紀元前2年-紀元前1年）
35. 元始（1年-5年）
36. 居摂（6年-8年）
37. 初始（8年）

## 年表
| 年              | 皇帝     | 元号     | 元号     | 国内                                                                   | 国外                                                            |
| --------------- | -------- | -------- | -------- | ---------------------------------------------------------------------- | --------------------------------------------------------------- |
| 紀元前210年     | 始皇帝   | 始皇帝   | 三十七年 | 始皇帝、崩御。二世皇帝即位。                                           |                                                                 |
| 前209年         | 二世皇帝 | 二世皇帝 | 元年     | 陳勝・呉広の乱勃発。陳勝・呉広の乱勃発。劉邦、故郷の沛で反乱軍に参加。 |                                                                 |
| 前207年         | 秦王子嬰 | 二世皇帝 | 三年     | 劉邦、秦都・咸陽を攻略。秦滅亡                                         |                                                                 |
| 前206年         | 高祖     | 高祖     | 元年     | 劉邦、項羽より漢中に封ぜられ、漢王となる。劉邦、関中を攻略。           |                                                                 |
| 前205年         | 高祖     | 高祖     | 二年     | 項羽、義帝を殺害。                                                     |                                                                 |
| 前202年         | 高祖     | 高祖     | 五年     | 垓下の戦い。項羽戦死。劉邦、皇帝に即位（高祖）。                       |                                                                 |
| 前201年         | 高祖     | 高祖     | 六年     |                                                                        | [匈奴]高祖の親征軍、匈奴の冒頓単于軍に大敗。                    |
| 前196年         | 高祖     | 高祖     | 十一年   | 彭越・英布ら功臣が粛清される。                                         | [ベトナム]趙佗を南越王に封じる。 [朝鮮]衛満、衛氏朝鮮を建てる。 |
| 前195年         | 高祖     | 高祖     | 十二年   | 高祖、崩御。恵帝即位。呂后体制始まる。                                 |                                                                 |
| 前188年         | 恵帝     | 恵帝     | 七年     | 恵帝崩御。                                                             |                                                                 |
| 前180年         | 少帝弘   | 少帝弘   | 四年     | 呂后、死去。周勃らにより呂氏族誅。文帝即位。                           |                                                                 |
| 前174年         | 文帝     | 文帝前   | 六年     |                                                                        | [匈奴]冒頓が死去。老上単于立つ。                                |
| 前168年         | 文帝     | 文帝前   | 十二年   | 田租を減じ、更に翌年より全廃。                                         |                                                                 |
| 前160年         | 文帝     | 文帝後   | 三年     |                                                                        | [匈奴]老上が死去。軍臣単于立つ。                                |
| 前157年         | 文帝     | 文帝後   | 六年     | 文帝、崩御。景帝即位。                                                 |                                                                 |
| 前156年         | 景帝     | 景帝前   | 元年     | 田租を復活させ、収穫の1/30とする。                                     |                                                                 |
| 前154年         | 景帝     | 景帝前   | 三年     | 呉楚七国の乱勃発。                                                     |                                                                 |
| 前141年         | 景帝     | 景帝後   | 三年     | 景帝、崩御。武帝即位。                                                 |                                                                 |
| 前140年         | 武帝     | 建元     | 元年     | 張騫が西域に出発                                                       |                                                                 |
| 前137年         | 武帝     | 建元     | 三年     |                                                                        | [ベトナム]趙佗が死去。孫の趙胡が跡を継ぐ。                      |
| 前136年         | 武帝     | 建元     | 五年     | 五経博士を置く                                                         |                                                                 |
| 前133年         | 武帝     | 元光     | 二年     | 馬邑の役。対匈奴戦争の始まり                                           |                                                                 |
| 前129年         | 武帝     | 元光     | 六年     | 第一回対匈奴遠征                                                       |                                                                 |
| 前128年         | 武帝     | 元朔     | 元年     | 第二回対匈奴遠征                                                       |                                                                 |
| 前127年         | 武帝     | 元朔     | 二年     | 第三回対匈奴遠征。衛青の活躍によりオルドスを奪う                       |                                                                 |
| 前126年         | 武帝     | 元朔     | 三年     | 張騫の帰還                                                             | [匈奴]軍臣が死去。後継を巡って内紛がおき、伊稚斜単于が立つ。    |
| 前124年         | 武帝     | 元朔     | 五年     | 第四回対匈奴遠征。衛青、大将軍となる                                   |                                                                 |
| 前123年         | 武帝     | 元朔     | 六年     | 第五・六回対匈奴遠征・衛青と霍去病が出撃。痛み分けに終わる             |                                                                 |
| 前121年         | 武帝     | 元狩     | 二年     | 第七回対匈奴遠征。霍去病が匈奴の渾邪王を降す。                         |                                                                 |
| 前119年         | 武帝     | 元狩     | 四年     | 第八回対匈奴遠征。塩鉄専売制の開始・五銖銭の制定                       | [匈奴]本拠を北に移す。                                          |
| 前115年         | 武帝     | 元鼎     | 二年     | 均輸法施行。                                                           |                                                                 |
| 前114年         | 武帝     | 元鼎     | 三年     |                                                                        | [匈奴]伊稚斜が死去。                                            |
| 前113年         | 武帝     | 元鼎     | 四年     | 五銖銭の製造が国家の独占となる。                                       |                                                                 |
| 前112年         | 武帝     | 元鼎     | 五年     | 南越に出兵。                                                           |                                                                 |
| 前111年         | 武帝     | 元鼎     | 六年     |                                                                        | [ベトナム]南越滅亡。漢の郡が置かれる。                          |
| 前110年         | 武帝     | 元封     | 元年     | 武帝、封禅を行う。平準法施行。                                         | 東越国（閩越）滅亡。 [雲南]夜郎・滇が漢の外藩となる。           |
| 前108年         | 武帝     | 元封     | 三年     |                                                                        | [朝鮮]衛氏朝鮮滅亡。 楽浪郡以下朝鮮四郡が置かれる。             |
| 前106年         | 武帝     | 元封     | 五年     | 刺史の設置。                                                           |                                                                 |
| 前104年         | 武帝     | 太初     | 元年     | 李広利将軍の大宛出兵が失敗に終わる。                                   |                                                                 |
| 前102年         | 武帝     | 太初     | 三年     | 再び、大宛を攻めて汗血馬を得て帰還する。                               |                                                                 |
| 前99年          | 武帝     | 天漢     | 二年     | 李広利を将軍として匈奴を攻撃する。李陵が降伏。司馬遷が宮刑を受ける。   |                                                                 |
| 前96年-前90年頃 | 武帝     |          |          | 『史記』の完成。                                                       |                                                                 |
| 前91年          | 武帝     | 征和     | 二年     | 巫蠱の禍。戾太子死去。                                                 |                                                                 |
| 前90年          | 武帝     | 征和     | 三年     | 李広利、匈奴に降伏。                                                   |                                                                 |
| 前87年          | 武帝     | 後元     | 二年     | 武帝、崩御。昭帝即位。                                                 |                                                                 |
| 前81年          | 昭帝     | 始元     | 六年     | 塩鉄会議が開催される。                                                 |                                                                 |
| 前80年          | 昭帝     | 元鳳     | 元年     | 上官桀・桑弘羊ら誅殺され、霍光専権時代が始まる。                       |                                                                 |
| 前74年          | 昭帝     | 元平     | 元年     | 昭帝崩御。昌邑王の即位と廃位を経て、宣帝即位。                         |                                                                 |
| 前73年          | 宣帝     | 本始     | 元年     |                                                                        |                                                                 |
| 前68年          | 宣帝     | 地節     | 二年     | 霍光、死去。                                                           |                                                                 |
| 前66年          | 宣帝     | 地節     | 四年     | 霍氏、族誅され宣帝の親政始まる。                                       |                                                                 |
| 前60年          | 宣帝     | 神爵     | 二年     | 西域都護の設置。                                                       |                                                                 |
| 前51年          | 宣帝     | 甘露     | 三年     | 石渠閣会議が開催される。                                               | [匈奴]呼韓邪単于、漢に入朝。                                    |
| 前49年          | 宣帝     | 黄龍     | 元年     | 宣帝、崩御。元帝即位。                                                 |                                                                 |
| 前48年          | 元帝     | 初元     | 元年     |                                                                        |                                                                 |
| 前40年          | 元帝     | 永光     | 四年     | 郡国廟の廃止。                                                         |                                                                 |
| 前33年          | 元帝     | 竟寧     | 元年     | 元帝、崩御。成帝即位。                                                 |                                                                 |
| 前32年          | 成帝     | 建始     | 元年     | 郊祀制を始める                                                         |                                                                 |
| 前8年           | 成帝     | 綏和     | 元年     | 王莽、大司馬になる。                                                   |                                                                 |
| 前7年           | 成帝     | 綏和     | 二年     | 成帝、崩御。哀帝即位。                                                 |                                                                 |
| 前6年           | 哀帝     | 建平     | 元年     | 王莽、下野する。                                                       |                                                                 |
| 前1年           | 哀帝     | 元寿     | 二年     | 哀帝、崩御。平帝即位。王莽、再び大司馬となる。                         |                                                                 |
| 後1年           | 平帝     | 元始     | 元年     | 王莽、安漢公となり、政権を執る。                                       |                                                                 |
| 後5年           | 平帝     | 元始     | 五年     | 平帝、崩御。王莽、孺子嬰を皇太子とし、自ら仮皇帝となる。               |                                                                 |
| 後8年           | 孺子嬰   | 初始     | 元年     | 王莽、皇帝となる。前漢滅亡                                             |                                                                 |

### 史料
- 司馬遷［前漢］『史記』
- 班固［後漢］『漢書』
- 荀悦［後漢］『漢紀』 - 『漢書』の本紀・列伝を材料にして『左伝』風の文章に纏めたものであり、史料的価値は低い。
- 陸賈［前漢］『楚漢春秋』 - 『史記』の楚漢戦争期の記事の材料。『漢書』芸文志には全九編とあるが、現在は散逸。清の洪頤煊などによる輯本がある。
- 蔡邕［後漢］『独断』
- 『西京雑記』
  - 福井重雅(編)『訳注 西京雑記・独断』東方書店、2000年。ISBN 978-4497200075。
- 孫星衍［清］『漢官七種』 - 漢の制度に関する7つの逸書の輯本。
  - 撰者不詳『漢官』
  - 王隆（中国語版）［後漢］『漢官解詁』
  - 叔孫通［前漢］『漢礼器制度』
  - 応劭［後漢］『漢官儀』
  - 衛宏（中国語版）［後漢］『漢旧儀』
  - 蔡質［後漢］『漢官典職儀式選用』
  - 丁孚［三国］『漢儀』
- ［南北朝〜唐？］『三輔黄図』 - 前漢長安に関する社会地理情報が記される地理書。
- 常璩［西晋］『華陽国志』 - 主に三国時代から晋代までの蜀地方に関する記述がまとめられた文献。中には古蜀王国時代の記述なども存在する。
- 氾勝之［前漢］『氾勝之書』 - 散逸しており、輯本がある。

### 学術書
- 池田温『敦煌文書の世界』名著刊行会、2003年。ISBN 4839003181。
- 板野長八『儒教成立史の研究』岩波書店、1995年7月20日。ISBN 978-4000029490。
- 井波律子『中国史重要人物101』（新装）新書館〈ハンドブック・シリーズ〉、2005年。ISBN 978-4403250866。
- 宇都宮清吉『漢代社会経済史研究』弘文堂書房、1955年。
- 宇野直人『漢詩の歴史 : 古代歌謡から清末革命詩まで』東方書店、2005年12月1日。ISBN 978-4497205117。
- エーリク・チュルヒャー 著、田中純男 訳『仏教の中国伝来』せりか書房、1995年。ISBN 978-4796701884。
- 大阪市立美術館『漢代の美術』平凡社、1975年。
- 太田幸男; 鶴間和幸; 平㔟隆郎; 西江清高; 竹内康浩『中国史1 : 先史〜後漢』山川出版社、2003年9月1日。ISBN 978-4634461505。
- 大庭脩『秦漢帝国の威容』講談社〈図説中国の歴史2〉、1977年。
- 華梅 著、施潔民 訳『中国服装史 : 五千年の歴史を検証する』白帝社、2006年。ISBN 4891745886。
- 狩野直喜『両漢学術考』筑摩書房、1988年10月30日。ISBN 978-4480835116。
- 五井直弘『漢代の豪族社会と国家』名著刊行会〈歴史学叢書〉、2001年5月1日。ISBN 978-4839003135。
- 小杉一雄『中国美術史 : 日本美術の源流』南雲堂、1986年。ISBN 978-4523261193。
- 佐藤武敏『長安』講談社〈講談社学術文庫1663〉、2004年6月1日。ISBN 978-4061596634。
- 佐藤武敏『中国古代書簡集』講談社〈講談社学術文庫1790〉、2006年11月11日。ISBN 978-4061597907。
- 沢田勲『匈奴 : 古代遊牧国家の興亡』（新訂）東方書店〈東方選書〉、2015年。ISBN 978-4497215147。
- 武内義雄『中国思想史』（新）岩波書店〈岩波全書セレクション〉、2005年。ISBN 4000218727。
- 鶴間和幸『ファーストエンペラーの遺産 : 秦漢帝国』講談社〈中国の歴史3〉、2020年。ISBN 978-4065215678。
- 永田英正『漢の武帝』清水書院〈人と思想189〉、2012年8月10日。ISBN 978-4389411893。
- 西嶋定生『中国古代帝国の形成と構造 : 二十等爵制の研究』東京大学出版会、1961年。
- 西嶋定生『中国経済史研究』東京大学出版会、1966年。
- 西嶋定生『秦漢帝国 : 中国古代帝国の興亡』講談社〈講談社学術文庫1273〉、1997年3月10日。ISBN 978-4061592735。
- 福井重雅『漢代儒教の史的研究 : 儒教の官學化をめぐる定説の再檢討』汲古書院、2006年5月1日。ISBN 978-4762925597。
- マイケル・サリバン 著、新藤武弘 訳『中国美術史』新潮社〈新潮選書〉、1973年。
- 増淵龍夫『中国古代の社会と国家』（新）岩波書店、1996年10月25日。ISBN 978-4000013789。
- 宮崎市定『アジア史論考 中』朝日新聞社、1976年。
- 安居香山『緯書と中国の神秘思想』平河出版社、1988年9月1日。ISBN 978-4892031502。
- 矢部良明『中国陶磁の八千年 : 乱世の峻厳美・泰平の優美』平凡社、1992年。ISBN 978-4582278071。
- 好並隆司『秦漢帝国史研究』未來社、1978年。
- 劉煒 著、伊藤晋太郎 訳『秦漢 : 雄偉なる文明』創元社〈図説中国文明史4〉、2005年9月1日。ISBN 978-4422202556。
- 岡本隆司 編『中国経済史』名古屋大学出版会、2013年。ISBN 978-4815807511。